# 安眠書店 (電視劇)
《安眠書店》（英語：You）是一部美國心理驚悚犯罪類型的電視劇集，由葛瑞格·貝蘭提和賽拉·甘布林開創，華納兄弟電視公司聯合Alloy娛樂以及A+E電視網製作。第一季改編自卡洛琳·凱普尼斯的同名小說，故事講述紐約一家書店經理喬伊·戈德伯格（潘·巴奇利飾）愛上並癡迷於顧客格尼薇爾·貝可（伊莉莎白·萊爾飾），他開始透過現代科技跟蹤監視她的一舉一動。

劇集於2018年9月9日在美國Lifetime首播，2018年12月26日透過線上串流媒體平台Netflix國際版權播出。劇集在Netflix甫一上架即成功吸引大量觀眾，上線的第一個月內播放量超過四千萬。2018年7月26日，在劇集首播之前，Lifetime宣佈預訂第二季，將依據卡洛琳·凱普尼斯的續作《隱藏之身》改編。2018年12月3日，劇集的播出平台從Lifetime電視台移至Netflix，自第二季開始，正式成為Netflix原創節目之一。第二季於2019年12月26日首播。2020年1月，Netflix續訂劇集第三季，於2021年10月15日播出。2023年2月播出第四季第一部，3月續上第四季第二部。最終季於2025年4月24日上線。

## 概要
第一季講述紐約一家書店經理喬伊·戈德伯格（潘·巴奇利飾）遇到前來購書的格尼薇爾·貝可（伊莉莎白·萊爾飾），一見鍾情後愛上並癡迷於她。貝可是紐約大學的一名研究生，希望透過自我努力成為優秀的作家。為了滿足自己的欲望，戈德伯格利用社群媒體和網路技術監視貝可的生活狀態，並密切跟蹤她的一舉一動，有計劃地消除阻礙兩人之間感情發展的任何障礙。

## 演員與角色

### 主要角色
| 演员              | 演员 | 角色          | 角色 | 登场季数 | 登场季数 | 登场季数 |
| 譯名              | 英語 | 譯名          | 英語 | 1        | 2        | 3        |
| ----------------- | ---- | ------------- | ---- | -------- | -------- | -------- |
| 潘·巴奇利         |      | 喬伊·戈德伯格 |      | 主演     | 主演     | 主演     |
| 伊莉莎白·萊爾     |      | 格尼薇爾·貝可 |      | 主演     | 客串     |          |
| 盧卡·帕多凡       |      | 帕克          |      | 主演     |          |          |
| 查克·崔瑞         |      | 伊森          |      | 主演     |          |          |
| 薛·米契爾         |      | 佩琪·塞林格   |      | 主演     |          |          |
| 維多莉亞·佩德雷蒂 |      | 樂芙·奎恩     |      |          | 主演     | 主演     |
| 珍娜·奧特嘉       |      | 艾莉·阿維斯   |      |          | 主演     |          |
| 詹姆斯·史卡利     |      | 福爾蒂·奎恩   |      |          | 主演     | 客串     |
| 安珀·查德絲       |      | 甘狄絲·史東   |      | 常設     | 主演     |          |
| 卡梅拉·祖巴多     |      | 黛莉拉·阿維斯 |      |          | 主演     |          |
| 莎佛朗·布洛斯     |      | 多蒂·奎恩     |      |          | 常設     | 主演     |
| 塔蒂·嘉布莉兒     |      | 瑪麗安·貝拉米 |      |          |          | 主演     |
| 沙麗塔·格蘭特     |      | 雪莉·康拉德   |      |          |          | 主演     |
| 特拉維斯·范文克   |      | 卡裏·康拉德   |      |          |          | 主演     |
| 狄倫·阿諾         |      | 西奧·恩格勒   |      |          |          | 主演     |

- 潘·巴奇利 飾演 喬伊·戈德伯格：書店經理，日常跟蹤偷窺貝可，並與她約會[3]。在第二季中，他為了接近樂芙·奎恩，化名為威爾·貝特海姆，在洛杉磯的一家書與咖啡吧工作。吉安尼·齊亞迪略（Gianni Ciardiello）在第一季中出演青年喬伊，艾丹·華萊士（Aidan Wallace）在第二季中出演少年喬伊。

#### 第一季
- 伊莉莎白·萊爾 飾演 格尼薇爾·貝可：紐約大學的藝術創作碩士研究生，有志成為一名作家[4]。

- 盧卡·帕多凡 飾演 帕克（Paco）：一名少年，喬伊的鄰居[4]。

- 查克·崔瑞 飾演 伊森（Ethan）：書店員工，喬伊的同事[4][5]。

- 薛·米契爾 飾演 佩琪·塞林格（Peach Salinger）：貝可的好友，家境優渥[6]。

#### 第二季
- 維多莉亞·佩德雷蒂 飾演 樂芙·奎恩：洛杉磯一名有理想的廚師和健康達人[7][8]。

- 珍娜·奧特嘉 飾演 艾莉·阿維斯：在大城市長大的少女，黛莉拉的妹妹[9][10]。

- 詹姆斯·史卡利（英语：James Scully (actor)） 飾演 福爾蒂·奎恩：樂芙的雙胞胎弟弟[9]。

- 安珀·查德絲（英语：Ambyr Childers） 飾演 甘狄絲·史東：喬伊的前女友[11][12]。

- 卡梅拉·祖巴多 飾演 黛莉拉·阿維斯：能力出眾的調查記者，艾莉的姐姐[13]。

### 常設角色

#### 第一季
- 丹尼爾·科斯格羅夫（英语：Daniel Cosgrove） 飾演 羅恩：帕克母親的男友，一名假釋官[14]。

- 凱瑟琳·加拉格爾 飾演 安妮卡：貝可的朋友，熱衷於社群媒體。

- 妮可·康 飾演 林恩：貝可的朋友[15]。

- 維多利亞·卡塔赫納（英语：Victoria Cartagena） 飾演 克勞迪婭：帕克的母親。

- 馬克·布魯姆 飾演 穆尼先生：書店老闆。

- 哈麗·內夫（英语：Hari Nef） 飾演 布萊斯：紐約大學的研究生，貝可的競爭者。

- 約翰·斯塔莫斯 飾演 尼基醫生：貝可的心理治療師[16][17]。（第二季客串）

#### 第二季
- 艾德溫·布朗 飾演 卡爾文：一家高端雜貨店的經理[18]。

- 羅賓·羅德·泰勒 飾演 威爾·貝特海姆：一名駭客，被喬伊囚禁並盜用身份[19]。

- 瑪麗·斯科特 飾演 露西·斯普雷徹：前衛時尚的作家經紀人，具有幽默感[20]。

- 克里斯·達利亞（英语：Chris D'Elia） 飾演 亨德森：知名喜劇演員[21]。

- 查理·巴尼特（英语：Charlie Barnett (actor)） 飾演 加布·米蘭達：樂芙的老朋友和知己，一名成功的針灸師[22]。

- 梅蘭妮·菲爾德 飾演 晨曦·達山·卡明斯：在家工作的媽咪博主，露西的伴侶，她們共同撫養幼兒[23]。

- 馬格達·阿帕諾奇斯（英语：Magda Apanowicz） 飾演 珊迪：喬伊的母親[23]。

- 丹尼·瓦斯奎茲 飾演 大衛·芬奇：洛杉磯警察局的一名警察[24]。

- 莎佛朗·布洛斯 飾演 多蒂·奎恩：樂芙和福爾蒂的母親。

### 客串角色
- 雷吉·羅傑斯（英语：Reg Rogers） 飾演 保羅·萊希：貝可的研究生導師。

- 盧·泰勒·普奇 飾演 小本傑明·「本基」·阿什比三世：貝可富有的男朋友，吸毒成癮的文藝青年[25]。（第一季）

- 邁克爾·帕克（英语：Michael Park (actor)） 飾演 愛德華·貝可：貝可的父親。

- 艾米莉·貝格爾（英语：Emily Bergl） 飾演 南希·懷特塞爾：貝可的繼母。

- 邁克爾·麥澤（英语：Michael Maize） 飾演 尼克：格林尼治的警察[11]。

- 娜塔莉·保羅（英语：Natalie Paul） 飾演 卡倫·明蒂：喬伊的新女友，帕克的保姆[26]。

## 集數

### 總覽
| 季數 | 集数 | 集数 | 上線日期       | 上線日期       | 上線日期 |
| 季數 | 集数 | 集数 | 首映           | 季终           | 电视网   |
| ---- | ---- | ---- | -------------- | -------------- | -------- |
| 1    | 10   | 10   | 2018年9月9日   | 2018年11月11日 | Lifetime |
| 2    | 10   | 10   | 2019年12月26日 | 2019年12月26日 | Netflix  |
| 3    | 10   | 10   | 2021年10月15日 | 2021年10月15日 | Netflix  |
| 4    | 10   | 5    | 2023年2月9日   | 2023年2月9日   | Netflix  |
| 4    | 10   | 5    | 2023年3月9日   | 2023年3月9日   | Netflix  |
| 5    | 10   | 10   | 2025年4月24日  | 2025年4月24日  | Netflix  |

### 第一季（2018年）
第一季共10集，由李·托蘭德·克萊格、馬考斯·西加、維多利亞·馬奧尼、瑪塔·坎寧安、馬考斯·西加、凱莉·賽勒斯、艾琳·菲利和瑪莎·米切爾執導，葛瑞格·貝蘭提、賽拉·甘布林、艾普爾·布萊爾、邁克爾·弗利、尼爾·雷諾茲、亞德里亞·朗、阿曼達·澤特斯特姆、卡洛琳·凱普尼斯和凱利·布萊斯林執筆編劇。
| 總集數 | 集數 （季） | 標題               | 導演             | 編劇                             | 首播日期       | 製作 代碼 | 美國收視人數 （百萬） |
| --- | ----------- | ------------------ | ---------------- | -------------------------------- | -------------- | --------- | --------------------- |
| 1 | 1           | 試播集             | 李·托蘭德·克萊格 | 葛瑞格·貝蘭提＆賽拉·甘布林       | 2018年9月9日   | U13.12901 | 0.82                  |
| 喬伊·戈德伯格是紐約一家書店的經理，偶然遇到前來購書的格尼薇爾·貝可，一見鍾情後愛上並癡迷於她。喬伊開始透過網路搜索貝可生活的點點滴滴，監視她的社群媒體狀態。貝可是紐約大學的一名研究生，希望能夠成為優秀的作家。在一次與好友的聚會之後，醉酒的貝可跌落到地鐵軌道裡，一直跟蹤她的喬伊及時將她解救上來。喬伊送貝可回家途中，偷竊了她的手機。來到貝可的公寓時，喬伊遇到了她的男友本傑明。隨後，喬伊在窗外偷窺他們做愛。透過雲端同步，喬伊可以知曉貝可新手機中的一切數據，他在貝可不在家時潛入她的公寓。轉天之後，貝可來到書店，感謝的喬伊的救命之恩。喬伊趁機約她見面。為了消除兩人之間的阻礙，喬伊將本傑明騙至書店地下室，並趁機偷襲了他，將他關進了一個透明的有機玻璃書庫中。 |             |                    |                  |                                  |                |           |                       |
| 2 | 2           | 紐約最後一個好男人 | 李·托蘭德·克萊格 | 賽拉·甘布林                      | 2018年9月16日  | U13.12902 | 0.77                  |
| 喬伊沒有想好怎樣處置關在地下書庫中的本傑明。本傑明吸毒成癮，在認出喬伊是那晚送貝可回家的男人之後，表示自己對貝可並無多少感情，甚至可以為喬伊追求貝可出謀劃策，以此乞求喬伊能夠放了他。貝可的研究生導師保羅·萊希對她圖謀不軌，企圖以解除她的助教工作相威脅，逼她就範。貝可的好友佩琪·塞林格家境優渥，邀請她參加晚宴，由於聯繫不上本傑明，貝可帶喬伊來到佩琪家中。敏銳精明的佩琪發現貝可的精神狀態不好，打算資助於她，被貝可婉言謝絕。佩琪對喬伊保持懷疑態度。在喬伊的間接鼓勵下，貝可威脅保羅·萊希要揭發他曾性騷擾其他六名女學生，成功擺脫了他的糾纏，並換了導師。本傑明為了逃出去，向喬伊提供自己曾犯下殺人罪行的影片，換取喬伊的信任，並保證自己不會出賣他。喬伊並沒有被打動，他在本傑明的咖啡中加入了花生油，對花生過敏的本傑明立時死亡。 |             |                    |                  |                                  |                |           |                       |
| 3 | 3           | 可能               | 馬考斯·西加      | 艾普爾·布萊爾                    | 2018年9月23日  | U13.12903 | 0.57                  |
| 喬伊為處理本傑明的屍體擬定了詳細計劃。貝可換了導師後，遇到能夠出色地完成作業的新同學布萊斯，她使得貝可相形見絀。喬伊指使鄰居少年帕克購買焚屍以及掩埋工具，購物清單被帕克的繼父羅恩發現。一向懷疑喬伊有問題的羅恩叫來的警察，喬伊以打掃后花園為藉口成功掩蓋了自己的真實意圖。另外，喬伊發現貝可為了忘卻本傑明，仍然透過社交應用程式與其他男性曖昧並不斷尋找性夥伴。喬伊試圖說服貝可，自己才是她的「真命天子」，但是他偷聽到貝可對朋友說自己僅是一種「可能」。喬伊幫助貝可購買了一張新床並組裝完成，正當兩人的關係進一步親密之時，佩琪·塞林格的到來打斷了他們。佩琪患有慢性疾病，貝可與她共同去了醫院，佩琪的病情得到好轉。喬伊在樹林中銷毀本傑明的屍體時，差點被附近的遠足者發現，此時空虛的貝可打來電話。貝可邀請喬伊來到自己的公寓，他們發生了性關係，但是喬伊很快出現過早射精現象。 |             |                    |                  |                                  |                |           |                       |
| 4 | 4           | 船長               | 維多利亞·馬奧尼  | 邁克爾·弗利                      | 2018年9月30日  | U13.12904 | 0.56                  |
| 貝可和閨蜜傳簡訊表達對喬伊在性關係方面的失望，喬伊透過貝可的舊手機監視她們的對話。喬伊發現貝可秘密與代號為「船長」的老男人約定週末見面，並購買洋裙精心打扮，而且連她的最要好的朋友佩琪·塞林格都沒有告訴。心生妒忌的喬伊尾隨貝可來到紐約州羅克蘭縣的奈阿克 (紐約州)小鎮。原來貝可來這裡是參加查爾斯·狄更斯節，而「船長」是貝可的父親愛德華。與此同時，佩琪繼續調查家中失竊的書籍，這本書是價值不菲的整套《綠野仙蹤》系列其中之一《奧茲國女王》。她來到喬伊經營的書店，試圖找到這本書未果，而從店員伊森口中得知喬伊在奈阿克。看到佩琪聯繫貝可之後，自知無法隱藏蹤跡的喬伊主動暴露在貝可面前。兩人同愛德華以及貝可的繼母南希和繼妹共進午餐，貝可對南希的不滿在餐桌上徹底爆發出來，眾人不歡而散。心煩意亂的貝可趕走了前來安慰她的喬伊。轉天過後，貝可不請自來，出現在喬伊的門前，為自己的不理智行為向他道歉。意料之外的喬伊一邊與貝可親熱，一邊把散落在家中從貝可公寓偷來的內衣和舊手機隱藏起來。貝可對他們這次的性關係非常滿意。佩琪在家中書架上發現了那本失而復得的《奧茲國女王》。 |             |                    |                  |                                  |                |           |                       |
| 5 | 5           | 與敵共存           | 瑪塔·坎寧安      | 尼爾·雷諾茲                      | 2018年10月7日  | U13.12905 | 0.57                  |
| 佩琪沒有減少對喬伊的懷疑，後者同樣對她充滿敵意。喬伊暗中操作，成功離間了佩琪和貝可另一個朋友安妮卡之間的感情。為了拉攏貝可，佩琪決定舉辦一個文化沙龍，並在聚會上為她引薦紐約知名的作家經紀人。貝可與之接觸之後，發現他只是貪圖美色，無意在事業上給予幫助。大為惱火的貝可與事前並不知情的佩琪爭吵一番。佩琪假裝服藥自殺，再次挽留住了貝可。喬伊透過佩琪的個人電腦，發現她其實一直在迷戀貝可，而且兩人保持長久的親密關係。這種關係是塞林格家族所不允許的，佩琪只能秘而不宣。知道自己無法打破佩琪和貝可的感情，怒上心頭的喬伊跟蹤佩琪來到她每天晨跑的中央公園，抄起路邊石塊擊打佩琪的頭部。喬伊回到家發現帕克為了保護長期遭受家庭暴力的母親，騙繼父羅恩服下安眠藥。喬伊憑藉剛從佩琪處學到的急救經驗，成功解救羅恩。羅恩認為一切都是喬伊在暗中指使，對他拳腳相加。鼻青臉腫的喬伊接到貝可的電話，被告知佩琪遭人攻擊，正在急救。 |             |                    |                  |                                  |                |           |                       |
| 6 | 6           | 瘋狂的愛           | 馬考斯·西加      | 亞德里亞·朗                      | 2018年10月14日 | U13.12906 | 0.71                  |
| 佩琪傷勢雖然不大，但是她堅持要貝可終日陪伴。被疏遠的喬伊向貝可解釋，佩琪愛上了她，因此想方設法使貝可依賴自己。貝可對喬伊的嫉妒之心感到不滿，她接受了佩琪的邀約，一道住進了塞林格家族在格林尼治的莊園。喬伊偷偷跟蹤她們，但是在半路發生車禍。頭部受傷的喬伊開始出現幻覺，回憶起他與前女友甘狄絲的往事。在騙取警察尼克的信任之後，喬伊潛入了莊園。尼克在他離開時記下了車牌號。喬伊發現佩琪正在偷窺洗澡的貝可，佔有欲讓他心生殺機。為解決生理問題，喬伊在一個玻璃瓶中小便，之後把它放回架子上。佩琪為了給貝可驚喜，邀請她們的老朋友拉吉前來。他們一起吸食MDMA，佩琪試圖與兩人共同做愛。貝可拒絕了佩琪，隨後傳短信給喬伊。喬伊躲在佩琪和拉吉的床下直到天亮。清晨，貝可表示不會同佩琪一起遠赴巴黎，獨自提前離開了這裡。佩琪發現了房內的喬伊，並用手槍暫時控制住了他。此時她恍然大悟，自己的遭遇都是喬伊在背後搗鬼。喬伊用公開佩琪與貝可的私密照片相威脅，企圖拖延時間。心神恍惚的佩琪被喬伊佔得先機，他奪門而出。佩琪舉槍射擊，隨後前去檢視假裝應聲倒地的喬伊。喬伊趁其不備，掀翻佩琪並槍殺了她。喬伊在佩琪的電腦上偽造遺書，造成自殺身亡的假象。尼克前來調查案件，他要求下屬查詢自己記下的車牌號。 |             |                    |                  |                                  |                |           |                       |
| 7 | 7           | 萬全關係           | 凱莉·賽勒斯      | 艾普爾·布萊爾＆阿曼達·澤特斯特姆 | 2018年10月21日 | U13.12907 | 0.62                  |
| 喬伊化名保羅，與貝可的心理醫生尼基見面。喬伊向醫生傾訴自己與戀人「雷納爾多」（指貝可）在一個月內感情淡化的過程。警察尼克打來電話，希望驗證喬伊出車禍時的說法，喬伊成功欺騙了對方。在佩琪離世之後，貝可漸漸變得喜怒無常，兩人關係慢慢疏遠，貝可開始保留自己的秘密。有次喬伊在跟蹤貝可之時，被她當場抓獲。喬伊解釋說自己懷疑貝可與心理醫生偷情，才不得以跟蹤她，憤怒的貝可向喬伊提出了分手。在尼基下班後，喬伊潛入醫生辦公室，在他的電腦裡發現貝可治療時的錄音。聽過貝可的講述後，喬伊意識到當前她沒有自己會更好。隨後，喬伊主動找到貝可，答應同她分手。喬伊回家時遇到鄰居帕克的保姆凱倫，兩人發生了性關係。 |             |                    |                  |                                  |                |           |                       |
| 8 | 8           | 寶貝，我是你的     | 艾琳·菲利        | 卡洛琳·凱普尼斯                  | 2018年10月28日 | U13.12908 | 0.49                  |
| 喬伊與凱倫穩定交往了三個月，貝可則拿到新書出版的合約，彼此不再連絡。一次夜晚偶遇下，竟讓兩人重新開始聯絡、互傳訊息，這也讓他們不停向心理醫生傾訴。克勞迪婭犯了毒癮，喬伊讓凱倫在書店地下室照料她，帕克則對母親的消失而不解。貝可對喬伊念念不忘，終於兩人開始偷情，不停發生性關係。而伊森與布萊在認識彼此後開始交往，最後決定同居。在兩人的喬遷派對上，貝可意識到喬伊跟凱倫在一起對他更好，兩人的偷情應該停止，於是決定斬斷藕斷絲連的感情。克勞迪婭從毒癮中恢復，然而喬伊對凱倫的感情始終不及對貝可的思念，最終決定分手，重回貝可懷抱。羅恩重回克勞迪婭的家中，令帕克相當不滿。在貝可重新開始與喬伊的關係時，凱倫警告她喬伊仍對於前女友甘狄絲念念不忘。 |             |                    |                  |                                  |                |           |                       |
| 9 | 9           | 甘狄絲             | 瑪莎·米切爾      | 凱利·布萊斯林＆邁克爾·弗利       | 2018年11月4日  | U13.12909 | 0.47                  |
| 喬伊在睡夢中夢見甘狄絲，這令貝可感到不安，著手調查甘狄絲的過去：甘狄絲消失無蹤，她的哥哥吉米在精神病院，而且已經過世六個月。甘狄絲曾背著喬伊與唱片公司的主管出軌，喬伊當時一氣之下將外遇者推下橋，當場令他墜死。貝可懷疑甘狄絲的外遇者與哥哥的死與喬伊可能有關，然而喬伊說明吉米有幻想症且企圖自殺，並帶她去見自己養父，證明貝可是虛驚一場。喬伊在瞥見貝可手機的陌生聯絡人時感到不安，後攔截心理醫生尼基搶奪手機，證實貝可與尼基曾上過床。貝可坦承曾出軌過，但向喬伊說自己仍深愛著他，最終兩人和解。帕克想歸還書給喬伊，無意間透露喬伊有藏東西在天花板的習慣，貝可一探究竟下，發覺喬伊所有的秘密都藏在盒子中。喬伊發現貝可知道他祕密，將貝可拖進書店的地下室。 |             |                    |                  |                                  |                |           |                       |
| 10 | 10          | 藍鬍子的城堡       | 馬考斯·西加      | 賽拉·甘布林＆尼爾·雷諾茲         | 2018年11月11日 | U13.12910 | 0.53                  |
| 佩琪死後，沙林傑家族並沒有就此罷手，派出私家偵探調查佩琪的朋友。克勞迪婭被救護車送走，她堅稱是意外，但喬伊知道是羅恩動粗。喬伊試圖解釋自己所做的一切都是為了貝可，但與此同時，帕克竟想偷走喬伊的槍殺了羅恩，幸虧最後被制止。貝可三番兩次想說服喬伊開門以便逃走，然而失敗。私家偵探找上喬伊，他得知自己的DNA竟被警方採集下，原因是忘記當時帶走尿壺。帕克趁羅恩不注意時襲擊了他，羅恩大怒之下想傷害帕克，喬伊及時發現後用刀刺死了羅恩。貝可在地下室中寫了有關藍鬍子與白馬王子的故事，說服喬伊自己仍深愛著他。喬伊深受感動，打開地下室門後兩人擁吻，貝可藉機刺傷喬伊將其反鎖。帕克注意貝可打不開地下室大門，但他不願意背叛喬伊而沒幫助貝可逃脫，此時喬伊藉由備用鑰匙逃出牢籠，一陣扭打後喬伊最終殺了貝可，並把她的遺作出版成書。貝可的遺作令警方逮捕醫生尼基，喬伊從這串命案中安然脫身。帕克與克勞迪婭遠走加州，原先以為可以開始新生活的喬伊，此時卻遇上甘狄絲走進書店。 |             |                    |                  |                                  |                |           |                       |

### 第二季（2019年）
第二季共10集，由凱文·羅德尼·沙利文、西爾弗·特里、西爾弗·特里、約翰·斯科特、德曼·戴維斯、切麗·諾蘭、蜜拉·梅農、香農·科利、哈利·佐治安執導，賽拉·甘布林、邁克爾·弗利、凱利·布萊斯林、尼爾·雷諾茲、亞德里亞·朗、卡拉·李·科隆、賈斯汀·W·羅、阿曼達·強森-澤特斯特姆、梅林·里德執筆編劇。
| 總集數 | 集數 （季） | 標題                 | 導演               | 編劇                      | 首播日期       | 製作代碼  |
| --- | ----------- | -------------------- | ------------------ | ------------------------- | -------------- | --------- |
| 11 | 1           | 全新的開始           | 凱文·羅德尼·沙利文 | 賽拉·甘布林               | 2019年12月26日 | U13.13701 |
| 喬伊為了躲避甘狄絲的糾纏和報復，離開紐約，遠走洛杉磯。他化名為威爾·貝特海姆租下一間公寓，並在一家書與咖啡吧工作，這家店由奎恩家族經營。喬伊在店裡遇到樂芙·奎恩，她是店裡的一名廚師。喬伊的房東德里拉·阿維斯是一名調查記者，她的妹妹艾莉·阿爾維斯（Ellie Alves）指導喬伊如何打造社群媒體形象。喬伊成功與樂芙建立關係，兩人結伴開啟洛杉磯美食之旅。當晚艾莉告訴喬伊有人曾來拜訪過他。喬伊來到租下的儲藏室，他將真正的威爾·貝特海姆囚禁在此處的玻璃房間中。原來這一切均在喬伊的計劃之中，來到洛杉磯之後，樂芙成為他新的迷戀對象。喬伊跟蹤樂芙，租下她附近的一處公寓，並在她工作的地方上班。 |             |                      |                    |                           |                |           |
| 12 | 2           | 冰山一角             | 西爾弗·特里        | 邁克爾·弗利               | 2019年12月26日 | U13.13702 |
| 喬伊回想起他來到洛杉磯的經歷，並與威爾（Will）會面，威爾是一個販賣乾淨身份的人。喬伊將威爾打昏，將他鎖進壓克力玻璃箱，並接管了他的身份。當下，樂芙親吻喬伊，喬伊開始在與樂芙相處時想像貝可就在身邊。威爾的訪客賈斯帕（Jasper）因為喬伊無法支付威爾欠他50,000美元，將喬伊的小指末端截斷。喬伊偷看樂芙與她的三個朋友共進午餐：露西（Lucy），一位好萊塢經紀人；日出（Sunrise），露西的女友；以及蓋比（Gabe），樂芙的泛性戀好友。樂芙發現喬伊撒了謊並感到不悅，但他們後來和好並同意成為朋友，因為喬伊真心害怕自己會傷害她。喬伊將賈斯帕引誘到儲藏室並殺了他，然後對貝可的幻象道歉。喬伊將指節接回後，將賈斯帕的屍體肢解，並將其送入肉類研磨機中。艾莉的姐姐德里拉（Delilah），一位記者，告訴喬伊她在17歲時曾被知名喜劇演員韓德森（Henderson）下藥並強暴                                                        |             |                      |                    |                           |                |           |
| 13 | 3           | 何謂朋友？           | 約翰·斯科特        | 尼爾·雷諾茲               | 2019年12月26日 | U13.13703 |
| 喬伊努力克制自己對樂芙的吸引，同時與她自戀的雙胞胎兄弟福爾蒂成為朋友。福爾蒂是一名抱負遠大的編劇／導演／製片人，表面上負責管理阿納弗林。喬伊試圖重新接近對他態度冷淡的樂芙，卻適得其反，樂芙與福爾蒂為他的職業理想爭吵。喬伊發現艾莉常與喜劇演員韓德森混在一起，便暗中在她手機安裝間諜軟體，誓言保護她不受這名掠食者傷害。 為了調查韓德森的黑料，喬伊混入他的派對。福爾蒂也跟著前往，打算向韓德森推銷自己的企劃，卻因吸毒失控。喬伊在韓德森身上看到些許善意，便把福爾蒂帶回家並請樂芙來照顧。喬伊與樂芙發生關係，看到了她不同的一面。之後，喬伊讓威爾恢復服藥，並請他搜尋韓德森被偷的筆電，卻一無所獲。福爾蒂則告訴喬伊，韓德森家中藏有一間奇怪的私密房間。 |             |                      |                    |                           |                |           |
| 14 | 4           | 好人、壞人與韓迪     | 德曼·戴維斯        | 賈斯汀·W·羅               | 2019年12月26日 | U13.13704 |
| 喬伊與樂芙的感情逐漸升溫，但福爾蒂的依賴性成為一大挑戰。不過，喬伊至少成功贏得了樂芙朋友們的好感。在壓克力牢房裡，威爾協助喬伊潛入韓德森的住宅。在那間秘密房中，他發現了數張昏迷女性的拍立得照片，其中包括德里拉。他將照片帶走，並放在德里拉的門口，讓她能揭發韓德森的惡行。 喬伊發現艾莉已經察覺並移除他安裝的間諜軟體，且正前往韓德森的住處。他從隔壁房間目睹韓德森在艾莉的飲料裡下藥，於是也對韓德森下藥。喬伊試圖逼他認罪，卻不小心將他推下樓梯，導致對方死亡。 喬伊依約釋放了威爾，威爾承諾會保持沉默並從此消失。與此同時，樂芙和福爾蒂前往一場影展，福爾蒂在那裡遇見了一位自稱艾咪的迷人女子——她其實就是甘狄絲。 |             |                      |                    |                           |                |           |
| 15 | 5           | 喬伊，休養週末愉快！ | 切麗·諾蘭          | 阿曼達·強森-澤特斯特姆    | 2019年12月26日 | U13.13705 |
| 喬伊愛上了樂芙，並陪她參加由她父母舉辦的結婚紀念日身心靈療癒營。福爾蒂帶著甘狄絲一同出現——她是在網路上偶然看到福爾蒂在韓德森家情緒崩潰的影片後，才追蹤到喬伊的。甘狄絲回憶自己當初試圖離開喬伊，卻成為他的囚犯。喬伊誤以為自己殺了她，便把她埋在一個淺墳裡，結果甘狄絲醒來後爬了出來。甘狄絲的出現讓喬伊十分緊張，而樂芙混亂的家庭關係更讓情況雪上加霜。福爾蒂再度情緒崩潰，樂芙也與母親爆發衝突後，告訴喬伊福爾蒂在童年時期曾遭受虐待。喬伊對樂芙表白說他愛她。 甘狄絲警告喬伊，她已經說服福爾蒂把貝可的書改編成劇本。而警方原本判定韓德森是自殺身亡，如今卻開始懷疑他的死是一起謀殺案。 |             |                      |                    |                           |                |           |
| 16 | 6           | 再會了，我的小兔子   | 蜜拉·梅農          | 亞德里亞·朗               | 2019年12月26日 | U13.13706 |
| 眾人參加了韓德森的葬禮，樂芙回憶起與已故丈夫共度的最後時光。在抓到甘狄絲說了一個小謊後，樂芙僱了一位私家偵探跟蹤她。甘狄絲趁喬伊不在時來到他家，於是喬伊在夜裡前往她的住處，打算將她除掉。與此同時，甘狄絲闖進了喬伊的公寓，卻發現樂芙已經在那裡等她。樂芙已經調查出甘狄絲的真實身份與過往，而甘狄絲則以喬伊過去的真相作為反擊。樂芙質問喬伊，他則說服她自己是為了躲避瘋狂的甘狄絲才逃離紐約，並否認她其他更黑暗的指控。儘管如此，樂芙還是選擇與喬伊分手，但福爾蒂堅持喬伊必須留下來繼續工作。德里拉因韓德森的惡行無法公諸於世而感到沮喪，喬伊安慰了她，兩人最後發生了關係。 |             |                      |                    |                           |                |           |
| 17 | 7           | 前任存在危機         | 香農·科利          | 凱利·布萊斯林             | 2019年12月26日 | U13.13707 |
| 在與喬伊分手後，樂芙迅速與已故丈夫的摯友米羅交往。喬伊試圖透過下載一本書迷交友 App重返約會圈，但卻在一連串失望的約會後感到沮喪。喬伊尾隨米羅去健行時遇到了蓋比，對方帶他參加了一場情緒激烈的靈性療癒儀式。德里拉感謝喬伊建議她撰寫有關韓德森的經歷文章，兩人最後一起喝酒、在街上發生性關係，並因此被逮捕。芬奇拒絕幫助他們，於是福爾蒂動用關係將他們保釋出來。米羅試圖與樂芙發展更親密的關係，但樂芙尚未準備好承諾。福爾蒂與米羅起了衝突，喬伊也被捲入其中，讓樂芙大為光火。芬奇開始懷疑喬伊涉入韓德森之死，使德里拉開始調查他的公寓。她找到儲物室的鑰匙，並在拍攝密室照片時，被因保母監視器收到警報而趕回的喬伊逮個正著。他將她鎖進密室裡，並表示隔天自己離開城鎮後就會放她自由。 |             |                      |                    |                           |                |           |
| 18 | 8           | 比佛利山風情畫       | 哈利·佐治安        | 卡拉·李·科隆＆賈斯汀·W·羅 | 2019年12月26日 | U13.13708 |
| 福爾蒂策劃了一場假綁架行動，讓自己與喬伊被鎖在飯店房間裡，以便一起潤飾他的劇本，艾莉也在一旁協助。喬伊雖然不安，但他意識到若想趕在釋放德里拉前順利離開，只能配合他們完成工作。他們開始審閱劇本，艾莉建議乾脆從頭重寫。福爾蒂感到沮喪，逃出房間。喬伊尾隨他到一間酒吧，福爾蒂為了激發創意，暗中在喬伊的飲料裡下了 LSD。樂芙在家中發現了喬伊寫的告別信。喬伊努力保持清醒，在幻覺與時間斷片中掙扎，同時福爾蒂專心創作劇本。喬伊最終與樂芙重修舊好，樂芙說服他留在洛杉磯。福爾蒂終於完成劇本，並正確推斷出貝可是被她的前男友在一場激情犯罪中殺害的。福爾蒂向喬伊坦白，青少年時期的他曾經在酒醉斷片後殺死與他發生關係的保姆。隔天早上醒來後，喬伊立刻趕往密室，想在手銬的定時器響起前釋放德里拉，卻發現她已經死在裡頭。                                                                                         |             |                      |                    |                           |                |           |
| 19 | 9           | 私家偵探喬伊         | 西爾弗·特里        | 邁克爾·弗利＆梅林·里德    | 2019年12月26日 | U13.13709 |
| 喬伊在服用藥物後努力回想自己的步伐，因為他不相信自己會殺了德里拉。他懷疑威爾，打電話叫他來，但威爾如約在馬尼拉。喬伊從卡爾文那裡得知，福爾蒂和他一同來到阿納弗林買些雜貨。喬伊從福爾蒂那裡得知，他把喬伊送到「拜訪德里拉」，然後福爾蒂打電話給甘狄絲。甘狄絲與福爾蒂爭吵，但在查看福爾蒂的視頻通話時，甘狄絲看到喬伊和他被放下的地方。她來到儲室，發現喬伊站在德里拉的屍體旁，並將他鎖在裡面。甘狄絲打電話給樂芙，想向她證明喬伊是一個非常危險的人。樂芙到達後，喬伊以為自己殺了德里拉，向樂芙坦白了一切，並向甘狄絲道歉。隨後，樂芙殺了甘狄絲，並向喬伊表達了她對他的愛。 |             |                      |                    |                           |                |           |
| 20 | 10          | 真正的愛             | 西爾弗·特里        | 賽拉·甘布林＆尼爾·雷諾茲  | 2019年12月26日 | U13.13710 |
| 樂芙向喬伊透露，她通過仔細研究他的過去，使他愛上了她。她還承認殺害了福爾蒂的保姆和德里拉。喬伊對樂芙的形象崩塌，因為他明白自己是她的「貝可」。樂芙接著解釋說，她有一個計劃，讓他們和福爾蒂能夠建立一個真正的家庭：她將把艾莉牽涉進韓德森的謀殺案，但會讓奎恩家族的律師幫忙把案件結束，還會將德里拉的死塑造成因為她的文章而遭到反擊自殺。喬伊有殺死樂芙的衝動，但在得知她懷上了他的孩子後停手。在露西和日出婚禮上，喬伊決定愛樂芙並與她在一起。福爾蒂相信喬伊才是貝可的真正殺手，試圖保護樂芙免受他的威脅。喬伊找到了艾莉，告訴她德里拉的命運，並在兒童保護服務來臨之前給她一些錢讓她離開。福爾蒂在阿納弗林與喬伊對峙，結果被芬奇開槍擊斃。福爾蒂被懷疑與韓德森和甘狄絲的死亡有關，樂芙利用她家族的關係為他清除障礙。喬伊和樂芙搬進了一座新房子，當喬伊表露出對新鄰居女性的興趣時，他的強迫症行為再次浮現。 |             |                      |                    |                           |                |           |

### 第三季（2021年）
| 總集數 | 集數 （季） | 標題                   | 導演          | 編劇                                | 首播日期       | 製作代碼 |
| --- | ----------- | ---------------------- | ------------- | ----------------------------------- | -------------- | -------- |
| 21 | 1           | 從此過著幸福快樂的日子 | 西爾弗·特里   | 賽拉·甘布林＆梅林·里德              | 2021年10月15日 | 待公佈   |
| 樂芙與喬伊在面對新生兒亨利時感到身心俱疲，兩人的關係因此逐漸緊繃。喬伊難以與兒子建立連結，並對鄰居娜塔莉·恩格勒產生迷戀。娜塔莉是房地產經紀人，也是科技富豪馬修·恩格勒的妻子。為了融入Madre Linda的社交圈，樂芙試圖與當地Instagram網紅雪莉·康拉德交好。娜塔莉察覺到喬伊對她有興趣，邀請他共度葡萄酒之夜。兩人接吻後，喬伊卻反悔，回家與樂芙發生了數月以來的第一次性行為。隔夜，他們參加了雪莉舉辦的派對，樂芙在聚會上無意間聽到對方談論她的家庭與她雙胞胎弟弟福爾蒂的死亡。稍後與娜塔莉的短暫對話令樂芙懷疑喬伊對她迷戀，喬伊則否認此事。不久後，娜塔莉帶樂芙參觀一處可供開設烘焙坊的空置店面，樂芙在該地的地下室發現了喬伊藏有關於娜塔莉的物品盒後，憤而將娜塔莉殺害。 |             |                        |               |                                     |                |          |
| 22 | 2           | 我跟斧頭殺手結了婚     | 西爾弗·特里   | 尼爾·雷諾茲＆凱利·布萊斯林          | 2021年10月15日 | 待公佈   |
| 喬伊與樂芙為了挽救日益惡化的婚姻關係，開始參加伴侶諮商。同時，他們策劃如何將娜塔莉的屍體棄置於附近的森林，並為她的失蹤製造一個可信的不在場證明。樂芙在超市偶然遇見大學生西奧，而喬伊則與當地圖書館館員瑪麗安成為朋友，瑪麗安允許他修復稀有書籍，並將之販售以為艾莉籌措資金。在康拉德家的小孩生日派對上，喬伊和樂芙發現Madre Linda的居民皆配戴馬修開發的生物感測器戒指，兩人於是將娜塔莉的遺體挖出，取下其婚戒後，重新埋葬在一處建築工地的地基下。隨後，夫妻倆重修舊好，並發誓不再殺人。樂芙開設了名為「A Fresh Tart」的烘焙坊，其地下室設有新建的強化玻璃囚籠。不久後，樂芙發現西奧是馬修的繼子。 |             |                        |               |                                     |                |          |
| 23 | 3           | 失蹤白人女性症候群     | 約翰·斯科特   | 卡拉·李·科隆＆賈斯汀·W·羅           | 2021年10月15日 | 待公佈   |
| 隨著娜塔莉的失蹤引發媒體關注，喬伊與樂芙決定栽贓馬修為其兇手，計劃將沾有娜塔莉血跡的圍巾藏於其住所內。之後，亨利感染麻疹被緊急送醫。喬伊在潛入恩格勒家時也發現自己染上麻疹並當場昏倒，馬修發現後將他照顧至康復。喬伊建議馬修應對外發表聲明以澄清自身清白，馬修遂於娜塔莉的守夜活動中公開發聲。西奧開始向樂芙示好，雖遭婉拒，但兩人在醫院因西奧與繼父之間的緊張關係而產生共鳴。多蒂透露她與樂芙的父親即將離婚，導致家族財務陷入不穩。隨著亨利康復，喬伊與樂芙決定放棄嫁禍馬修並焚毀圍巾。警方其後尋獲娜塔莉的婚戒。翌日，鄰居Gil於樂芙的烘焙坊中提及，他未施打疫苗的女兒傳染給了亨利麻疹。樂芙憤怒之下，在他離開時將其擊昏。 |             |                        |               |                                     |                |          |
| 24 | 4           | 牽手護小鎮             | 約翰·斯科特   | 希拉里·貝尼菲爾＆邁克爾·弗利        | 2021年10月15日 | 待公佈   |
| 喬伊與樂芙將Gil囚禁於烘焙坊地下室的玻璃密室中。他們意識到在無法確保Gil不會報警的情況下無法釋放他，於是著手調查是否有可作為把柄的醜聞。樂芙透過家族聘請的私家偵探發現，Gil的兒子曾是性侵案的加害人，並且與近期一樁大學校園性侵案件有關。當Gil得知兒子仍持續施暴後，悲痛欲絕，最終於密室中上吊自殺。喬伊與樂芙決定將Gil設局為娜塔莉命案的兇手：樂芙將沾有Gil指紋的凶器放置於雪莉所組織的搜尋娜塔莉活動現場森林中，喬伊則將Gil的屍體搬回其住處，並偽造一封Gil所寫的遺書，內容表示他因謀殺娜塔莉而懊悔自盡。此計奏效，六個月過去後，一切表面恢復平靜。其間，西奧在與樂芙的一段深談後吻了她，而喬伊則逐漸對瑪莉安產生迷戀。 |             |                        |               |                                     |                |          |
| 25 | 5           | 進入林中               | 西爾弗·特里   | 梅林·里德＆阿曼達·強森-澤特斯特姆   | 2021年10月15日 | 待公佈   |
| 喬伊與樂芙的婚姻諮商師建議喬伊應該交些新朋友，於是他答應雪莉的丈夫Cary——一位主打自我提升的生活導師——及其朋友圈參加狩獵營。喬伊發現樂芙一直在支付西奧的Uber費用，並質問她此事。樂芙坦承西奧無人照顧，並告知喬伊他曾在烘焙坊吻她。在營隊中，Cary帶喬伊進行夜間狩獵並激怒他導致打鬥，喬伊一怒之下將Cary推下懸崖，讓他昏迷。喬伊背著失去意識的Cary返回營地，Cary醒來後反而感謝Joe幫助他「喚醒內在力量」。喬伊當場釋放情緒痛哭，並與這群新朋友建立起情誼。另一方面，Theo因酒後騎電動滑板車被警方拘留，他打電話給樂芙求助。兩人之後一起騎滑板車並發生性關係。多蒂返家後察覺樂芙與西奧的關係，樂芙決定與西奧斷絕聯繫。喬伊則故意觸發烘焙坊的警報器作為不在場證明，藉機出門跟蹤瑪莉安。 |             |                        |               |                                     |                |          |
| 26 | 6           | WOMB                   | 西爾弗·特里   | 凱利·布萊斯林＆卡拉·李·科隆         | 2021年10月15日 | 待公佈   |
| 喬伊開始調查瑪莉安的私生活，發現她是一名正在戒毒中的康復者，並正與前夫Ryan Goodwin——一位當地新聞記者——陷入激烈的監護權爭奪戰。喬伊在圖書館介入了瑪莉安與Ryan的爭吵，卻遭到瑪莉安的責備。圖書館的灑水系統隨後突然故障，喬伊於是留下來協助瑪莉安搶救藏書，兩人漸漸打開心房並接吻。樂芙仍為福爾蒂之死而痛苦，原以為自己懷上了西奧的孩子，但後來發現只是月經來潮。她在與母親爭執後喝醉，並出現福爾蒂的幻覺，這段對話幫助她釋放悲傷、開始哀悼。西奧發現馬修為了找出娜塔莉的真正兇手，非法監控了整個Madre Linda社區，並警告了樂芙。喬伊與樂芙同意由樂芙繼續與西奧保持聯繫，以從他那裡獲得馬修調查的相關資訊。 |             |                        |               |                                     |                |          |
| 27 | 7           | 我們都瘋了             | 皮特·查特蒙   | 賈斯汀·W·羅＆阿曼達·強森-澤特斯特姆 | 2021年10月15日 | 待公佈   |
| 瑪莉安因道德考量決定不與喬伊發展感情。馬修聘請了自家公司的一位程式專家，協助他入侵Madre Linda社區的監視器畫面。樂芙試圖與喬伊親熱，但喬伊此時已對她失去興趣，心思全在瑪麗安身上。樂芙隨後再次與西奧發生關係。雪莉邀請樂芙協助籌辦圖書館的募款活動餐點。喬伊設計讓Ryan復發，企圖藉此拉下他的監護權優勢，卻失敗，因為Ryan本就經常吸毒，喬伊偷偷下藥的蛋白飲對他毫無影響。Ryan在募款活動上當面質問喬伊，表示自己早已察覺被跟蹤。樂芙在活動中與瑪莉安碰面；不久後雪莉向樂芙坦白，她與Cary希望嘗試與樂芙和喬伊「交換伴侶」。多蒂在離婚官司中痛失Anavrin與葡萄園後情緒崩潰，綁走亨利並放火燒毀葡萄園，最終被送往勒戒中心治療，樂芙因此與她斷絕來往。多蒂向喬伊透露，樂芙的第一任丈夫詹姆士可能是被她殺害的。 |             |                        |               |                                     |                |          |
| 28 | 8           | 揮棒落空               | 皮特·查特蒙   | AB·趙＆迪倫·科恩                    | 2021年10月15日 | 待公佈   |
| 喬伊順從樂芙想與康拉德夫婦進行「交換伴侶」的提議，心中盤算著藉此讓兩人的婚姻徹底破裂，方便自己追求瑪麗安。應瑪麗安請求，喬在她與前夫萊恩爭奪女兒監護權的聽證會上出庭作證。但瑪麗安隨後痛哭著打電話給喬伊，表示萊恩公開了她過去傳給他的不雅照片，試圖藉此破壞她的形象，阻止她獲得監護權。喬伊進一步發現萊恩與負責本案的法官是朋友。另一方面，西奧闖入馬修的辦公室，發現他建立了馬德雷琳達社區所有住戶的監控資料庫。馬修逮到西奧後，坦承自己懷疑拉芙與娜塔莉的失蹤有關。在與康拉德夫婦發生性行為時，樂芙注意到喬伊心不在焉，似乎在幻想他人，憤而將他拉到一旁質問。她激動地大聲提醒喬伊，自己殺了娜塔莉正是為了維護這段婚姻。康拉德夫婦在一旁聽見爭吵後試圖逃離，卻被喬伊與樂芙制服並囚禁在玻璃囚室中。兩人事後發生性行為，意識到暴力竟令他們重新燃起激情。 |             |                        |               |                                     |                |          |
| 29 | 9           | 亮紅燈                 | 薩莎·亞歷山大 | 邁克爾·弗利＆希拉里·貝尼菲爾        | 2021年10月15日 | 待公佈   |
| 喬伊在整理房子時找到卡瑞的槍。後來，他在一家酒類商店外發現情緒低落的瑪麗安，瑪麗安告訴他，瑞安正帶著他們的女兒去新澤西。喬伊鼓勵她不要放棄女兒。瑪麗安邀請他到她家，兩人發生了性關係。瑞安後來發現喬伊在尾隨他，這引發了爭執，最終喬伊將瑞安刺死。為了幫助自己和卡瑞擺脫籠子，雪莉建議樂芙在雪莉的生活方式博客上曝光馬修的非法監控。樂芙給了他們卡瑞的槍，並提出如果其中一人殺死另一人，她會讓其中一人獲得自由，希望上演一場謀殺自殺的戲碼。提奧提出要取得馬修監控的資料副本，因為他根據兩人爭吵的視頻畫面認為樂芙是喬伊家庭暴力的受害者。馬修的法律團隊要求他刪除這些資料；馬修同意，但在此之前提奧成功恢復了備份資料。提奧分析了這些資料，發現喬伊帶著納塔莉的車離開了麵包店。他前往麵包店告訴樂芙，但發現康拉德夫婦被囚禁在籠中。當他離開時，他遇到樂芙，樂芙用滅火器將他打暈。 |             |                        |               |                                     |                |          |
| 30 | 10          | 愛是什麼？             | 西爾弗·特里   | 賽拉·甘布林＆尼爾·雷諾茲            | 2021年10月15日 | 待公佈   |
| 樂芙向喬伊坦白她攻擊了西奧並把他留在地下室，並建議兩人再要一個孩子。喬伊發現西奧還活著，並將他送往醫院。樂芙發現喬伊丟棄的襯衫上沾有瑞安的血跡，並意識到喬伊對瑪瑞恩的痴迷。她在晚餐時與喬伊對質，喬伊要求離婚。樂芙用烏頭毒液使喬伊癱瘓（她坦白自己曾不小心用這種毒藥殺了詹姆斯），並打電話給瑪瑞恩來到家中，打算殺掉她。當樂芙外出交付訂單時，馬修發現了癱瘓的喬伊，喬伊向他透露了西奧的位置。樂芙回來後，向驚恐的瑪瑞恩透露喬伊殺了瑞安，但當瑪瑞恩的女兒打斷時，樂芙放棄了殺她的計劃。瑪瑞恩離開後，樂芙準備殺死喬伊，但喬伊先將致命的烏頭毒液注射到她體內，因為他知道這種毒藥並事先服用了解藥。喬伊上演了一場謀殺自殺的戲碼，寫下了一封信，將所有的瑪德琳達謀殺案歸咎於樂芙，並縱火燒毀了房子。康拉德一家找到樂芙的備用鑰匙並把自己從籠子裡救出，過程中他們的婚姻更加牢固。馬修和西奧在西奧康復的過程中變得更加親近。喬伊將亨利交給圖書館的同事丹特照顧，然後以新的身份逃往巴黎，尋找瑪瑞恩。 |             |                        |               |                                     |                |          |

### 第四季（2023年）
| |    |                        |                |                                         |              |        |  |  |  |  |  |  |
| 31 | 1  | 喬伊度假去             | 約翰·斯科特    | 賽拉·甘布林＆科奧・理查森               | 2023年2月9日 | 待公佈 |  |  |  |  |  |  |
| 在一個回憶中，喬伊·戈德堡追蹤到瑪麗安（Marienne）來到倫敦，但在她稱他為謀殺犯後，喬伊選擇放她走。後來，喬伊遇到了艾略特·坦南伯格（Elliot Tannenberg），一名為樂芙的父親工作、專門處理麻煩的清道夫，艾略特為他安排了一個掩護身份，條件是他必須殺掉瑪麗安，將事情徹底收尾。但喬伊卻偷走了瑪麗安的項鍊，並將照片發送給艾略特，讓他誤以為瑪麗安已經死了。在現在，喬伊以「喬納森·摩爾」（Jonathan Moore）的新身份生活，成為一名大學英語教授。他對凱特·高文（Kate Galvin）產生了興趣，她是他那個令人厭煩的同事馬爾科姆·哈丁（Malcolm Harding）的女友，而馬爾科姆就住在他隔壁。喬伊在一次遇到兩名劫匪時救了凱特；為了報答他，馬爾科姆邀請喬伊參加一個位於高端場所「Sundry House」的派對，在派對中，喬伊結識了作家兼市長候選人瑞斯·蒙特羅斯（Rhys Montrose）。喬伊在派對中喝得酩酊大醉，醒來後發現馬爾科姆被刺死，且失去了一根手指。喬伊以為自己在酒醉中殺了馬爾科姆，並將他的屍體處理掉。第二天，凱特邀請喬伊共進晚餐。當喬伊到達時，他收到了一系列來自馬爾科姆真實兇手的匿名短信，感謝他處理了屍體證據。 |    |                        |                |                                         |              |        |  |  |  |  |  |  |
| 32 | 2  | 藝術家的肖像           | 約翰·斯科特    | 卡拉·李·科隆＆尼爾·雷諾茲               | 2023年2月9日 | 待公佈 |  |  |  |  |  |  |
| 貴族好友菲比（Lady Phoebe）邀請喬伊參加由凱特策劃的藝術展覽，該展覽展示了她朋友圈中的億萬富翁之子西蒙·蘇（Simon Soo）的作品。喬伊闖入馬爾科姆（Malcolm）辦公室，發現一份賭博債務的記錄和一些代號聯絡人。喬伊隨後跟蹤菲比的男友亞當·普拉特（Adam Pratt），一位擁有Sundry House的美國外籍人士，並發現亞當有一種被男人尿尿的癖好，最終被亞當的保鏢維克（Vic）阻止。在藝術展覽上，西蒙的作品被一名女性破壞，喬伊和凱特後來得知，該女性才是作品的真正創作者，而西蒙將她引誘成毒癮，以抹黑她。喬伊回想起馬爾科姆記錄中的一項作品，認為西蒙為了避免被勒索而殺害了馬爾科姆。然而，當晚西蒙也被謀殺，凶手將他的耳朵割下。喬伊回到家中，發現牆上貼滿了來自他過去的報紙剪報，顯示殺手已經推測出喬伊的真實身份。 |    |                        |                |                                         |              |        |  |  |  |  |  |  |
| 33 | 3  | 噬富                   | 沙米姆・沙裡夫 | 賈斯汀·W·羅＆邁林・里德                 | 2023年2月9日 | 待公佈 |  |  |  |  |  |  |
| 殺手將馬爾科姆的手指送給媒體，並被稱為「噬富殺手」。喬伊發現他的學生娜迪亞與馬爾科姆有性關係。在西蒙的葬禮上，殺手命令喬伊殺掉凱特。喬伊開始跟蹤凱特以保護她，儘管最初對喬伊冷漠，但凱特最終向他打開心扉，兩人發生了性關係，而他們並不知道維克一直在監視他們。第二天，喬伊跟蹤凱特來到一座陵墓，她在那裡悼念馬爾科姆；當她離開後，維克（也在跟蹤喬伊）對喬伊進行槍口搜索，並發現了馬爾科姆的戒指，喬伊意識到這是被刻意放在他身上的。隨後發生了衝突，喬伊被迫殺死了維克。殺手暗示喬伊對謀殺感到興奮，喬伊順勢接話，告訴殺手讓他先處理好凱特，殺手安排與他見面。福比打電話叫喬伊去Sundry House，警察正等著質詢他。 |    |                        |                |                                         |              |        |  |  |  |  |  |  |
| 34 | 4  | 漢普郡                 | 哈里・吉爾堅   | 邁克爾·弗利＆阿曼達·強森-澤特斯特姆     | 2023年2月9日 | 待公佈 |  |  |  |  |  |  |
| 喬伊被邀請到福比家族的鄉村莊園度過周末。他觀察到她的朋友，特別是名為傑瑪的社交名媛，對待僕人冷漠無情。喬伊拒絕了福比的誘惑，福比轉而向他傾訴她擔心亞當不愛她的心情。與此同時，亞當告訴喬伊，他打算向福比求婚，部分原因是她的家族財產能幫助他擺脫越來越多的債務。喬伊與凱特的童年朋友羅爾德·沃克-伯頓發生衝突，喬伊發現羅爾德對凱特有著過度的迷戀。在晚餐時，羅爾德斥責凱特沒有接受自己是“他們中的一員”，而傑瑪則指責喬伊是殺手。隨後，凱特向喬伊透露，她的父親是一位強大的投資者，但她與他斷絕了聯繫，因為他生意的運作對世界造成了傷害。喬伊意識到他可能愛上了凱特。羅爾德 confronts 喬伊，指控他就是殺手，並將他推下了二樓窗戶。喬伊雖然恢復過來，卻聽到一聲尖叫，他跑去發現凱特正跪在傑瑪的屍體旁，手裡握著一把刀。 |    |                        |                |                                         |              |        |  |  |  |  |  |  |
| 35 | 5  | 狐狸與獵犬             | 哈里・吉爾堅   | 希拉蕊・貝內菲爾＆迪倫・科恩            | 2023年2月9日 | 待公佈 |  |  |  |  |  |  |
| 凱特堅稱她並沒有殺死傑瑪。喬伊開始相信她，並在其他人聚會時幫助她將屍體處理掉，藏在一間穀倉裡。凱特注意到喬伊似乎有處理謀殺案件的經驗，於是質問他，喬伊承認他處理過馬爾科姆的屍體，並且現在無論是誰陷害他，都在試圖將罪名嫁禍給凱特。凱特去告訴福比解雇僕人們，而在她離開的時候，羅爾德發現了喬伊在穀倉裡，並將他帶回去給其他人，指控他是殺手。儘管喬伊堅決否認，羅爾德還是給了他一個起跑的機會，讓他先逃跑，然後拿著獵槍追趕他。喬伊在林中制服了羅爾德，但最終還是被真正的殺手：來自貧困家庭的萊斯捕捉並關進了地牢。萊斯告訴喬伊，讓他殺了羅爾德，這樣他們就能將謀殺案件栽贓給他。當喬伊拒絕時，萊斯放火燒了地牢並離開；喬伊逃脫並救了羅爾德，兩人最終被凱特救出。喬伊沒有告訴其他人關於萊斯的事，並發誓要親自將他繩之以法。隨後，萊斯宣布參選倫敦市長。 |    |                        |                |                                         |              |        |  |  |  |  |  |  |
| |    |                        |                |                                         |              |        |  |  |  |  |  |  |
| 36 | 6  | 最好的朋友             | 約翰·斯科特    | 賈斯汀·W·羅＆利奧理查森                 | 2023年3月9日 | 待公佈 |  |  |  |  |  |  |
| 萊斯強迫喬伊找個人來替自己背負謀殺罪，並將西蒙的耳朵放進他的冰箱。最初，喬伊打算將謀殺罪栽贓給康妮——一位來自牛津的成員，康妮向他訴說著自己在成癮問題上的掙扎，但當康妮決定戒毒後，喬伊改變了主意。在凱特舉辦的最新畫廊募款活動中，菲比被一位假扮成服務員的女子道恩綁架，這名女子對菲比有著一種病態的迷戀。喬伊與道恩談判後進入房間，並將西蒙的耳朵放進道恩的包裡，然後等警察到來，成功將道恩逮捕，並讓她成為“噬富者”謀殺案的替罪羊。目睹這一過程的納迪亞開始對喬伊產生懷疑。亞當向菲比求婚，但菲比拒絕了他，原因是她從道恩那裡得知了亞當的財務困境。喬伊和凱特坦承彼此的感情，並且凱特答應不再探詢喬伊的過去。最終，萊斯給喬伊布置了最後一項任務：殺掉他的政治對手、凱特的父親——湯姆·洛克伍德。 |    |                        |                |                                         |              |        |  |  |  |  |  |  |
| 37 | 7  | 好人與殘酷世界         | 雷切爾萊特曼   | 艾爾布超＆尼爾·雷諾茲                   | 2023年3月9日 | 待公佈 |  |  |  |  |  |  |
| 喬伊陪同凱特與她的父親共進晚餐，洛克伍德來到倫敦時透露他知道喬伊的真實身份。隨後，洛克伍德發表了一篇文章，揭露萊斯編造了許多自傳內容。萊斯透露他綁架了瑪麗安，並迫使喬伊為了拯救她殺掉洛克伍德。菲比在遭遇綁架後掙扎於創傷後壓力症候群的症狀，凱特安排她住進診所，但菲比選擇與亞當結婚。喬伊準備殺掉洛克伍德，但洛克伍德反而要求他去殺掉萊斯，並提供了萊斯在曝光文章發布後隱匿的鄉村小屋的位置。喬伊找到萊斯，萊斯聲稱他不知道喬伊是誰。喬伊逼問萊斯瑪麗安的下落，萊斯懇求自己是無辜的，但喬伊最終殺了他，隨後發現，與他互動的“萊斯”其實是他想像中的人物。與此同時，納迪亞在喬伊的公寓發現了一把鑰匙，這把鑰匙指向一個房間，裡面關著瑪麗安，並且她被困在一個玻璃籠子裡。 |    |                        |                |                                         |              |        |  |  |  |  |  |  |
| 38 | 8  | 你要去哪，你去了哪裡？ | 雷切爾萊特曼   | 卡拉·李·科隆＆邁林・里德                | 2023年3月9日 | 待公佈 |  |  |  |  |  |  |
| 喬伊被揭露在瑪麗安即將離開倫敦之前將她迷昏並綁架，把她鎖在一個玻璃籠子裡，這個籠子位於一棟廢棄建築的地下室，對面是萊斯最喜愛的餐廳。喬伊曾經詳細研究過萊斯的生活，並發現萊斯從犯罪和貧困中崛起的故事與他自己尋求道德救贖的渴望有很多相似之處。在囚禁瑪麗安之後，喬伊經歷了精神崩潰，導致他開始與現實脫節，這也造成了他記憶中的空白，期間他綁架了瑪麗安並後來犯下謀殺。由於忘記了自己綁架瑪麗安，喬伊將她遺忘在籠子裡讓她餓死。在喬伊的幻覺中，“萊斯”宣稱自己是他黑暗衝動的具象化，並幫助喬伊回憶起他把瑪麗安藏在哪裡的鑰匙。喬伊到達那座建築的時候，正好納迪亞正在向瑪麗安解釋她計劃幫助她逃脫。 |    |                        |                |                                         |              |        |  |  |  |  |  |  |
| 39 | 9  | 她不在哪裡             | 潘·巴奇利      | 希拉里·貝尼菲爾＆阿曼達·強森-澤特斯特姆 | 2023年3月9日 | 待公佈 |  |  |  |  |  |  |
| 納迪亞成功藏身，而震驚的喬伊找到了瑪麗安並承諾會讓她自由。後來，納迪亞從她的男友愛德華那裡獲得了氯胺酮，打算用來麻醉喬伊。喬伊和凱特參加了亞當和菲比的婚禮派對，並試圖說服菲比不要嫁給亞當，因為她的心理狀況已經惡化。菲比後來因在派對上發作而被送進精神病院。亞當被假扮妓女的殺手殺害，這些殺手是由凱特的父親派遣的；凱特拒絕了他讓她接管生意的要求。喬伊服用了菲比的安定藥以清除他對萊斯的幻覺，但卻做了一場噩夢，夢中他看到了詹瑪、貝可和樂芙，這讓他相信唯一能結束這個強迫症循環的辦法就是自殺。他醒來後準備去解救瑪麗安，卻發現她因為服用了他早些時候給她留下的藥物而過量死亡。 |    |                        |                |                                         |              |        |  |  |  |  |  |  |
| 40 | 10 | 強納森・摩爾之死       | 哈里・吉爾堅   | 邁克爾・弗利＆賽拉·甘布林               | 2023年3月9日 | 待公佈 |  |  |  |  |  |  |
| 喬伊認為瑪麗安已經死了，他將她的遺體丟棄在公園裡，假裝她是因為過量服藥而死亡。然而，納迪亞告訴愛德華，她和瑪麗安策劃了假死事件，通過將她的藥物換成降低血壓的β受體拮抗劑，讓她能夠逃脫。凱特告訴喬伊，她的父親透露即使在他們疏遠後，仍然資助她的所有事業，並向他透露她對永遠無法擺脫父親控制的恐懼。喬伊殺死了洛克伍德，第二天早上，他試圖跳橋自殺。然而，警方及時救了他；他在醫院醒來，發現凱特在旁邊，告訴他她已經繼承了她父親的所有資產，並且已經掩蓋了喬伊與萊斯死亡的關聯。喬伊決定接受他黑暗的一面；他殺死了愛德華並把罪名嫁禍給納迪亞。蘇菲和公主布萊辛買下了Sundry House，羅爾德和康妮繼續光顧那裡，沒有任何變化；經過康復治療，菲比夫人搬到泰國教孩子們。瑪麗安在巴黎安全回到家中時讀到一篇關於喬伊的文章，而喬伊則與凱特一起搬回紐約市，凱特在她父親去世後接管了他的生意，並幫助喬伊重建他作為樂芙逃脫受害者的公共形象。 |    |                        |                |                                         |              |        |  |  |  |  |  |  |

### 第五季（2025年）
| 總集數 | 集數 （季） | 標題                                      | 導演             | 編劇                             | 首播日期      |
| --- | ----------- | ----------------------------------------- | ---------------- | -------------------------------- | ------------- |
| 41 | 1           | 全紐約最幸運的傢伙 The Luckiest Guy in NY | 馬可斯·賽格      | Michael Foley & Hillary Benefiel | 2025年4月24日 |
| 在返回紐約三年後，喬·戈德堡（Joe Goldberg）因與凱特（Kate）的關係而成名，並重新迎回兒子亨利（Henry），同時將穆尼書店（Mooney's）掛牌出售。喬從凱特同父異母的兄弟泰迪（Teddy）處得知，有一篇關於凱特過去商業交易的抨擊報導即將刊出，可能會毀掉她的聲譽。泰迪與喬一同找上凱特的同父異母姊妹雷根·洛克伍德（Reagan Lockwood），後者否認與該報導有關。喬透過查看雷根的雙胞胎妹妹麥蒂（Maddie）的手機，發現雷根、麥蒂，以及凱特的導師鮑勃（Bob）正計劃對凱特發起不信任投票。之後，喬幻想殺害鮑勃，並在穆尼書店被凱特撞見他寫下相關內容。喬離開書店時，遇到了曾在店內借書的布蘭（Bronte）。當凱特與鮑勃對質時，鮑勃坦承自己向媒體洩露了消息，並透露自己知道凱特曾參與掩蓋瑞斯·蒙特羅斯（Rhys Montrose）之死。當晚，喬殺害鮑勃並偽裝成自殺現場。稍後，喬再次回到穆尼書店，發現布蘭在店內過夜，並提議聘請她工作。不久後，喬前往地下室，重建了他的玻璃囚籠。                        |             |                                           |                  |                                  |               |
| 42 | 2           | 血債血償 Blood Will Have Blood            | Marcos Siega     | Justin W. Lo & Kelli Breslin     | 2025年4月24日 |
| 亨利（Henry）因毆打雷根（Reagan）的女兒葛蕾琴（Gretchen）而被學校停學。凱特（Kate）安排與雷根共進晚餐以討論此事；雷根帶上麥蒂（Maddie）試圖聯手施壓凱特，而凱特則帶了泰迪（Teddy）同行。在晚宴上，雷根要求喬（Joe）與凱特向她道歉。當雷根指控凱特策劃了鮑勃（Bob）的謀殺時，泰迪以聲稱自己曾看過鮑勃自殺的監視錄影來駁斥指控。之後，亨利在偷聽到雷根貶低自己家人時，憤而朝她扔出一把餐刀。雷根誓言要挖掘凱特最黑暗的秘密，並將她從執行長的位置上拉下來。喬向凱特提出殺害雷根的建議，但遭到她的激烈反對。在凱特毫不知情的情況下，喬於某晚潛入雷根的辦公室，將她擊昏，並在她與丈夫哈里森（Harrison）即將發生性行為時將哈里森困住。之後，喬向亨利敞開心扉，談及他的母親洛芙·奎因（Love Quinn）。凱特開始質疑喬殺人的動機。雷根通知凱特，她將對亨利提起訴訟，而喬則意外發現自己實際上是將麥蒂囚禁了起來。                                                                     |             |                                           |                  |                                  |               |
| 43 | 3           | 冒名頂替症候群 Impostor Syndrome          | 皮特·查特蒙      | Neil Reynolds & Maren Caldwell   | 2025年4月24日 |
| 喬試圖將麥蒂（Maddie）從囚籠中救出，但麥蒂並不配合。喬逐漸感到與凱特之間的疏離。喬在前一日和解後重新聘用布蘭（Bronte），並與她一同外出購書，關係日漸親近。布蘭帶喬前往一間文學中心，並與前男友克萊頓（Clayton）重逢，克萊頓當眾羞辱了她。克萊頓嘲笑布蘭，並大聲朗讀她所寫的情慾詩作；布蘭試圖為自己辯護，但克萊頓揭露自己不僅搶走了布蘭的上司，還揭露了她的真實姓名。另一方面，凱特前往雷根（Reagan）家中，告訴她自己已掌握其侵吞公款的證據，但此時雷根正因丈夫哈里森（Harrison）的不忠而心碎，兩人最終同意暫時擱置孩子們之間的糾紛。喬安慰了情緒崩潰的布蘭，兩人之間產生了曖昧。隨後，喬開始對布蘭產生執著情感。回到家後，凱特向喬表示，她希望喬幫助自己，但前提是不再殺人；喬試圖讓凱特接受自身的黑暗面，但凱特拒絕了。之後，喬與凱特一同觀看了一場直播，直播中雷根假扮成麥蒂，並放棄了自己的董事會投票權，以摧毀凱特的地位。喬建議麥蒂反過來假扮成雷根，從而反制對方。 |             |                                           |                  |                                  |               |
| 44 | 4           | 天生一對 My Fair Maddie                   | 金素英           | Kara Lee Corthron & Dylan Cohen  | 2025年4月24日 |
| 喬試圖訓練麥蒂模仿雷根，但進展甚微。在與布蘭的一次交談後，喬獲得了激勵，找到了調教麥蒂的新方向。另一方面，凱特與雷根會面，要求她辭去職務，否則將揭發其侵吞資金的行為。雷根反擊，指出自己已查明喬曾殺害瑞斯·蒙特羅斯與鮑勃，並威脅若凱特不辭職，將對外公開一切。凱特將此事告知喬，喬表示雷根必須被除掉。凱特坦承自己曾希望雷根死亡，也意識到自身的黑暗面，但同時拒絕屈服於這份黑暗。喬隨後前往雷根的住所，兩人爆發衝突，最終喬將雷根擊昏。布蘭發現了喬記錄下的關於自己熱情愛慕的文字。喬將雷根囚禁於玻璃囚籠中，並命令麥蒂殺死雷根，以便兩人脫身。在書店重新開幕當天，克萊頓再次騷擾布蘭，喬出面威脅了他。之後，麥蒂在激烈爭吵後殺死了雷根，並以雷根的身分宣布辭職。當凱特沒有對喬表達感謝時，喬認為兩人的婚姻已經破裂；隨後，喬與布蘭發生了性關係。 |             |                                           |                  |                                  |               |
| 45 | 5           | 最後一舞 Last Dance                       | 瑪姬·凱莉        | Amanda Johnson-Zetterström       | 2025年4月24日 |
| 46 | 6           | 愛的陰暗面 The Dark Face of Love          | 蓋比·戴蘿        | Hillary Benefiel                 | 2025年4月24日 |
| 喬因殺害克萊頓被逮捕，但凱特的律師將他帶走。布蘭告訴一名偵探，她曾是吉尼維爾·貝克的學生和朋友。在一次課堂上，布蘭告訴貝克，她將中斷學業回家照顧生病的母親，貝克表示理解。很快，布蘭發現貝克被殺害，但她不相信這個理論，開始尋找真相。布蘭加入了一個在線的三人小組，他們想要除掉喬。這三人——多米尼克、菲尼克斯和尼基博士的兒子克萊頓——對喬進行了多年的調查，直到他顯然死於一場事件，但當他們發現喬活著且已成名後，他們決定前往紐約。布蘭與喬見面，最初考慮讓他愛上自己並將他抓住，但她開始相信他是無辜的。布蘭決定前往大西洋城離開喬，但喬追了過去。克萊頓發現後開始襲擊她，於是喬出現並殺了他。布蘭聲稱這是正當防衛，並表示喬救了她。回到家後，喬發現凱特讓他簽署了監護權文件，並警告他如果有所企圖，將失去一切。喬決定奪回亨利的監護權。 |             |                                           |                  |                                  |               |
| 47 | 7           | #喬伊戈登伯格 #JoeGoldberg                | Erica Dunton     | Leo Richardson                   | 2025年4月24日 |
| 在喬殺害克萊頓的影片被公開後，喬成為紐約的焦點。喬試圖透過律師奪回亨利的監護權，但律師告訴他這需要時間。凱特要求泰迪帶走亨利，這樣喬就無法找到他，但喬將一本書和一個定位器交給亨利。布蘭放棄了與多米尼克的計劃，決定停止阻止喬，並聲稱喬救了她。喬找到了亨利，與泰迪對峙，並在亨利出現後成功帶走了他。多米尼克和她的朋友菲尼克斯揭露了更多喬可能的謀殺案件，社交媒體上充斥著來自喬過去的人們宣稱這些指控屬實。喬威脅麥蒂，如果她不幫助他，就公開他殺害雷根的事情。麥蒂為喬安排了一次與記者的訪談來挽回他的形象，但當談及他的童年時，她情緒崩潰，淚如雨下。當布蘭透露她支持喬時，喬聲稱自己所做的一切都是出於愛，並引發了一波支持者，然而也有人開始批評布蘭。凱特決定前往倫敦探望在監獄的娜迪亞·法蘭。當布蘭即將被綁架時，喬將綁架者擊昏。 |             |                                           |                  |                                  |               |
| 48 | 8           | 共享型精神障礙 Folie a Deux               | 雪莉爾·多耶      | Kelli Breslin                    | 2025年4月24日 |
| 布蘭與喬在經歷過去的事件後和解，並給彼此另一個機會。隨後，喬帶布蘭來到書店的囚籠，告訴她自己已經將她的綁架者丹恩鎖在裡面，並表示會聽從她的指示。在監獄裡，娜迪亞責罵凱特為了救喬而陷害她，並告訴凱特喬就是「吃富人殺手」，並且他殺害了她的朋友們。麥蒂打電話給喬，因為哈里森發現她並非雷根並準備離開，將布蘭與丹恩單獨留下。麥蒂與喬試圖以各種方法讓哈里森保持沉默，但喬決定殺了他。當他準備殺害哈里森時，麥蒂與哈里森和解，哈里森答應不再透露任何事情。布蘭了解丹恩，決定放他自由，但在她的控制之下。凱特與娜迪亞聯手將喬囚禁，雖然同樣的結局也發生在凱特身上。喬在囚籠裡告訴布蘭他需要殺人，但布蘭告訴他這不是必須的，並表示知道他想保護她就足夠了。儘管布蘭如此說，喬仍然殺了丹恩。喬與凱特進行了一場緊張的電話交談，之後，凱特決定喬必須死。 |             |                                           |                  |                                  |               |
| 49 | 9           | 復仇女神的審判 Trial of the Furies        | Marcos Siega     | Justin W. Lo & Hillary Benefiel  | 2025年4月24日 |
| 喬計劃與布蘭開始新的生活，但在此之前，他打算除掉洛克伍德一家。喬暗中栽贓哈里森，讓他背負殺害雷根的罪名，而麥蒂則因為替他掩護並冒充她的妹妹而被逮捕。與布蘭外出時，喬發現凱特已經把他的銀行帳戶清空，並且奪走了他的公寓和書店，這讓喬決定必須殺了凱特。喬跟蹤凱特來到一個停車場，但發現那是一個圈套，並被注射麻醉劑。喬被關進囚籠，並發現凱特和娜迪亞正在聯手。娜迪亞和凱特告訴他，如果他承認自己的罪行，他們就會放他走。娜迪亞和凱特帶來了瑪麗恩·貝拉米，卻發現她還活著。喬從瑪麗恩那裡得知他們打算殺了他，娜迪亞試圖動手，但被凱特阻止。瑪麗恩與布蘭談論喬實際上才是壞人。凱特決定單獨殺掉喬，但喬成功脫身並開槍打傷了她。麥蒂將喬鎖進地下室，並縱火燒毀書店。喬和凱特進行了一次心靈對話，隨後喬被布蘭救出。喬向布蘭求婚，她為了阻止喬而答應了。 |             |                                           |                  |                                  |               |
| 50 | 10          | 終曲 Finale                               | 李·托蘭德·克萊格 | Michael Foley & Neil Reynolds    | 2025年4月24日 |
| 喬和布蘭在凱特錄音揭露喬罪行的錄音曝光後開始逃亡；布蘭在猶豫何時將喬逼入困境。喬計劃利用威爾·貝特海姆提供的假身份和亨利一起越過邊境進入加拿大。喬和布蘭在一個房子裡待了一夜，直到拿到假文件。兩人一起坐船度過浪漫的一夜，在他們發生關係時，布蘭拿起槍指著喬，要求他告訴她如何殺死貝克，但喬沒有透露。喬設法透過威爾與亨利取得聯繫，但亨利拒絕了他並稱他為怪物。喬試圖殺死布蘭，但失敗了。布蘭打電話給911，喬掐住她的脖子，但警察趕到。喬在逃跑時殺死了一名警察，但被布蘭逼入死角，布蘭射中了喬的生殖器，最終喬被逮捕。喬被判入獄；布蘭重寫了貝克的書，去掉了喬的部分；凱特在大火中倖存，離開公司，並幫助瑪麗恩從事藝術創作，同時撫養亨利；娜迪亞出獄後成為作家。喬在監獄裡閱讀粉絲來信，並認為問題不在於自己，而是整個社會。 |             |                                           |                  |                                  |               |

## 製作

### 開發
2015年2月，葛瑞格·貝蘭提和賽拉·甘布林宣佈將根據卡洛琳·凱普尼斯的小說《安眠書店》開發電視劇，兩人將執筆編劇，貝蘭提執導試播集。他們最初希望在Showtime電視台播出，未能成功。兩年之後，Lifetime電視台購入了該劇集，項目開始加快開發進度。
2017年4月，Lifetime電視台直接預訂《安眠書店》整季，共10集。2018年7月26日，在劇集首播之前，Lifetime電視台續訂了第二季。2018年12月3日，Lifetime電視台宣佈放棄第二季，Netflix接手繼續完成後續製作。
2018年11月，監製賽拉·甘布林表示，第二季將依據卡洛琳·凱普尼斯的續作《隱藏之身》改編，故事背景從紐約轉移至洛杉磯。
2020年1月14日，Netflix續訂劇集第三季，將於2021年播出。

### 選角
2017年6月，潘·巴奇利被選為男主角，出演喬伊·戈德伯格。7月，伊莉莎白·萊爾確定出演女主角格尼薇爾·貝可，盧卡·帕多凡出演喬伊的鄰居少年帕克，查克·崔瑞出演喬伊的書店同事伊森。8月，薛·米契爾加入劇組，出演貝可的好友佩琪·塞林格。
2017年9月，哈麗·內夫確認出演布萊斯，貝可的同學兼競爭者。丹尼爾·科斯格羅夫出演常駐角色羅恩。妮可·康和凱瑟琳·加拉格爾分別出演貝可的朋友安妮卡和林恩。10月，邁克爾·麥澤確認出演警察尼克，安珀·查德絲出演喬伊的前女友甘狄絲。11月，約翰·斯塔莫斯確認出演貝可的治療師尼基醫生。
2019年1月30日，維多莉亞·佩德雷蒂確認出演第二季女主角樂芙·奎恩。31日，詹姆斯·史卡利確認出演樂芙的弟弟福爾蒂·奎恩，珍娜·奧蒂嘉出演艾莉·阿維斯。
2019年2月1日，《好萊塢新聞前線》報道稱安珀·查德絲飾演的甘狄絲在第二季被提升為主要角色。2月6日，艾德溫·布朗確認出演高端雜貨店的經理卡爾文。2月15日，羅賓·羅德·泰勒出演常駐角色威爾。2月21日，卡梅拉·祖巴多出演調查記者黛莉拉·阿維斯。3月4日，瑪麗·斯科特（Marielle Scott）確認出演作家經紀人露西。3月5日，克里斯·達利亞確認出演喜劇演員亨德森。3月26日，查理·巴尼特確認出演樂芙的朋友加布。4月4日，梅蘭妮·菲爾德和馬格達·阿帕諾奇斯分別出演晨曦和珊迪。6月4日，丹尼·瓦斯奎茲確認出演常駐角色芬奇。6月24日，約翰·斯塔莫斯確認回歸第二季，繼續出演尼基醫生。10月17日，伊莉莎白·萊爾確認將客串出演第二季。

### 拍攝
《安眠書店》第一季於2017年12月19日在紐約殺青。由於加州電影委員會「2.0項目」所提供的租稅誘因，第二季的製作地點移至洛杉磯。第二季於2019年2月開機拍攝，6月殺青。

## 迴響

### 評價
| 季數 | 季數 | 爛番茄            | Metacritic       |
| ---- | ---- | ----------------- | ---------------- |
|      | 1    | 93%（59位劇評人） | 74（33位劇評人） |
|      | 2    | 88%（41位劇評人） | 74（17位劇評人） |

《安眠書店》第一季在爛番茄網站上獲得了93%的新鮮度，7.15/10分（59位劇評人）。第一季在Metacritic網站上獲得了「普遍讚譽」，74/100分（33位劇評人）。
《安眠書店》獲得諸多劇評家的好評。劇集結合現實生活中的暴力和跟蹤狂行為，透過怪誕和恐怖的氛圍表現出來。令人聯想出諸如《嗜血法醫》、《控制》和《美國殺人魔》等當代恐怖驚悚影視作品。劇集中對精神病患者的思想和形象的刻畫，展現出一種誘人而又令人不安的非凡洞察力。透過反英雄式主角的魅力和扭曲的道德感，使觀眾開始「同情跟蹤狂」和「連環殺手」。
《安眠書店》第二季在爛番茄網站上獲得了88%的新鮮度，8.07/10分（41位劇評人）。第二季在Metacritic網站上獲得了「普遍讚譽」，74/100分（17位劇評人）。
評論家前十大電視節目排名
| 2018 |
| --- |
| - No. 5 – 《電視指南》 - No. 6 – 《美聯社》 - No. 6 – 《紐約時報》（新劇） - No. 7 – 《人物》 - No. 8 – 《娛樂週刊》 |

### 收視
2019年1月17日，Netflix宣佈《安眠書店》第一季在上線的第一個月內播放量超過四千萬。
| 序 | 標題                   | 播出日期       | 收視率 （18–49歲） | 收視人数 （百萬） | DVR收視率 （18–49歲） | DVR收視人数 （百萬） | 總收視率 （18–49歲） | 總收視人数 （百萬） |
| -- | ---------------------- | -------------- | ------------------ | ----------------- | --------------------- | -------------------- | -------------------- | ------------------- |
| 1  | 《試播集》             | 2018年9月9日   | 0.2                | 0.82              | 0.1                   | 0.38                 | 0.4                  | 1.20                |
| 2  | 《紐約最後一個好男人》 | 2018年9月16日  | 0.2                | 0.77              | 0.2                   | 0.43                 | 0.4                  | 1.20                |
| 3  | 《可能》               | 2018年9月23日  | 0.2                | 0.57              | 0.2                   | 0.37                 | 0.4                  | 0.95                |
| 4  | 《船長》               | 2018年9月30日  | 0.2                | 0.56              | 0.1                   | 0.38                 | 0.3                  | 0.94                |
| 5  | 《與敵共存》           | 2018年10月7日  | 0.2                | 0.57              | 0.2                   | 0.40                 | 0.4                  | 0.97                |
| 6  | 《瘋狂的愛》           | 2018年10月14日 | 0.3                | 0.71              | 0.2                   | 0.37                 | 0.4                  | 1.08                |
| 7  | 《萬全關係》           | 2018年10月21日 | 0.2                | 0.62              | 0.2                   | 0.37                 | 0.3                  | 1.00                |
| 8  | 《寶貝，我是你的》     | 2018年10月28日 | 0.1                | 0.49              | 0.2                   | 0.40                 | 0.3                  | 0.89                |
| 9  | 《甘狄絲》             | 2018年11月4日  | 0.1                | 0.47              | 0.2                   | 0.35                 | 0.3                  | 0.82                |
| 10 | 《藍鬍子的城堡》       | 2018年11月11日 | 0.2                | 0.53              | 0.2                   | 0.39                 | 0.3                  | 0.92                |

## 獎項
| 年度 | 獎項         | 類別                       | 入圍者        | 結果 | 來源   |
| ---- | ------------ | -------------------------- | ------------- | ---- | ------ |
| 2019 | 第45屆土星獎 | 最佳串流媒體恐怖／驚悚劇集 | 《安眠書店》  | 提名 | [ 88 ] |
| 2019 | 第45屆土星獎 | 最佳男主角——串流媒體劇集   | 潘·巴奇利     | 提名 | [ 88 ] |
| 2019 | 第45屆土星獎 | 最佳女主角——串流媒體劇集   | 伊莉莎白·萊爾 | 提名 | [ 88 ] |

## 宣傳與發行

### 市場營銷
2018年4月10日，Lifetime電視台釋出官方預告片。9月9日，在首播之前，主演潘·巴奇利、伊莉莎白·萊爾和薛·米契爾，節目主創賽拉·甘布林以及原著小說作者卡洛琳·凱普尼斯做客YouTube脫口秀節目宣傳劇集。劇集的宣傳圍繞#MeToo運動展開，以引起觀眾對劇集的關注。《好萊塢報道》稱《安眠書店》是為「#MeToo時代的量身定做的」。
2019年12月5日，Netflix釋出第二季前導預告片。12月16日，Netflix釋出第二季正式預告片。

### 播映
《安眠書店》於2018年9月9日在Lifetime電視台首播。
2018年5月，線上串流媒體平台Netflix獲得《安眠書店》的國際播放權。12月3日，劇集的播出平台從Lifetime電視台移至Netflix，自第二季開始，正式成為Netflix原創節目之一。12月26日，第一季透過Netflix在國際播出。劇集在Netflix甫一上架即成功吸引大量觀眾，上線的第一個月內播放量超過四千萬，遠遠超過原平台Lifetime的收視總量。2019年11月11日，Netflix宣佈劇集第二季於2019年12月26日首播。

### 影碟發行
| 季數 | 季數 | 集數 | DVD發行日期   | DVD發行日期 | DVD發行日期 | 藍光影碟發行日期 | 藍光影碟發行日期 |
| 季數 | 季數 | 集數 | 區域1         | 區域2       | 區域4       | A區              | B區              |
| ---- | ---- | ---- | ------------- | ----------- | ----------- | ---------------- | ---------------- |
|      | 1    | 10   | 2020年1月14日 | 待公布      | 待公布      | 待公布           | 待公布           |
|      | 2    | 10   | 2021年1月26日 | 待公布      | 待公布      | 待公布           | 待公布           |

## 資料來源
1. ↑  . City of New York. 2017  [2018-09-11]. （原始内容存档于2017-11-06） （美国英语）.
2. ↑  . Warner Bros.   [2018-09-06]. （原始内容存档于2018-09-06） （美国英语）.
3. 1 2  Petski, Denise. . Deadline Hollywood. 2017-06-26  [2018-05-11]. （原始内容存档于2018-05-24） （美国英语）.
4. 1 2 3 4 5  Andreeva, Nellie; Petski, Denise. . Deadline Hollywood. 2017-07-27  [2018-05-11]. （原始内容存档于2018-07-10） （美国英语）.
5. ↑  Messina, Victoria. . Popsugar. 2019-01-17  [2019-02-16]. （原始内容存档于2019-02-17） （美国英语）.
6. 1 2  Andreeva, Nellie. . Deadline Hollywood. 2017-08-14  [2018-05-11]. （原始内容存档于2018-06-12） （美国英语）.
7. 1 2  Andreeva, Nellie. . Deadline Hollywood. 2019-01-30  [2019-01-30]. （原始内容存档于2019-01-30） （美国英语）.
8. 1 2  Highfill, Samantha. . Entertainment Weekly. 2019-01-30  [2019-01-30]. （原始内容存档于2019-01-31） （美国英语）.
9. 1 2 3  Petski, Denise. . Deadline Hollywood. 2019-01-31  [2019-01-31]. （原始内容存档于2019-02-01） （美国英语）.
10. ↑  @homesodanights.  (推文). 2019-02-15  [2019-02-16] –Twitter （美国英语）.
11. 1 2 3  Petski, Denise. . Deadline Hollywood. 2017-10-30  [2018-05-06]. （原始内容存档于2018-05-06） （美国英语）.
12. 1 2  Petski, Denise. . Deadline Hollywood. 2019-02-01  [2019-02-03]. （原始内容存档于2019-02-03） （美国英语）.
13. 1 2  Petski, Denise. . Deadline Hollywood. 2019-02-21  [2019-02-22]. （原始内容存档于2019-02-22） （美国英语）.
14. 1 2  Petski, Denise. . Deadline Hollywood. 2017-09-20  [2018-05-06]. （原始内容存档于2017-09-21） （美国英语）.
15. 1 2  Petski, Denise. . Deadline Hollywood. 2017-09-26  [2018-04-10]. （原始内容存档于2018-02-18） （美国英语）.
16. 1 2  Petski, Denise. . Deadline Hollywood. 2017-11-27  [2018-03-09]. （原始内容存档于2018-03-08） （美国英语）.
17. 1 2  Ng, Philiana. . Entertainment Weekly. 2019-06-24  [2019-06-25]. （原始内容存档于2019-06-25） （美国英语）.
18. 1 2  Petski, Denise. . Deadline Hollywood. 2019-02-06  [2019-02-06]. （原始内容存档于2019-02-06） （美国英语）.
19. 1 2  Cordero, Rosy. . Deadline Hollywood. 2019-02-15  [2019-02-15]. （原始内容存档于2019-02-15） （美国英语）.
20. 1 2  Petski, Denise. . Deadline Hollywood. 2019-03-04  [2019-03-04]. （原始内容存档于2019-03-05） （美国英语）.
21. 1 2  Petski, Denise. . Deadline Hollywood. 2019-03-05  [2019-03-05]. （原始内容存档于2019-03-05） （美国英语）.
22. 1 2  Petski, Denise. . Deadline Hollywood. 2019-03-26  [2019-03-26]. （原始内容存档于2019-03-26） （美国英语）.
23. 1 2 3  Petski, Denise. . Deadline Hollywood. 2019-04-04  [2019-04-04]. （原始内容存档于2019-04-04） （美国英语）.
24. 1 2  Ramos, Dino-Ray. . Deadline Hollywood. 2019-06-04  [2019-06-04]. （原始内容存档于2019-06-04） （美国英语）.
25. ↑  Highfill, Samantha. . Entertainment Weekly. 2018-09-09  [2018-09-09]. （原始内容存档于2018-09-10） （美国英语）.
26. ↑  Mitchell, Molli. . Express. 2019-01-10  [2019-01-20]. （原始内容存档于2019-01-14） （美国英语）.
27. 1 2  Metcalf, Mitch. . Showbuzz Daily. 2018-09-11  [2018-09-11]. （原始内容存档于2018-09-11） （美国英语）.
28. 1 2  Metcalf, Mitch. . Showbuzz Daily. 2018-09-18  [2018-09-18]. （原始内容存档于2019-04-10） （美国英语）.
29. 1 2  Metcalf, Mitch. . Showbuzz Daily. 2018-09-25  [2018-09-25]. （原始内容存档于2018-09-25） （美国英语）.
30. 1 2  Metcalf, Mitch. . Showbuzz Daily. 2018-10-02  [2018-10-02]. （原始内容存档于2019-04-17） （美国英语）.
31. 1 2  Metcalf, Mitch. . Showbuzz Daily. 2018-10-09  [2018-10-09]. （原始内容存档于2018-10-09） （美国英语）.
32. 1 2  Metcalf, Mitch. . Showbuzz Daily. 2018-10-16  [2018-10-16]. （原始内容存档于2018-10-16） （美国英语）.
33. 1 2  Metcalf, Mitch. . Showbuzz Daily. 2018-10-23  [2018-10-23]. （原始内容存档于2018-10-23） （美国英语）.
34. 1 2  Metcalf, Mitch. . Showbuzz Daily. 2018-10-30  [2018-10-30]. （原始内容存档于2018-10-31） （美国英语）.
35. 1 2  Metcalf, Mitch. . Showbuzz Daily. 2018-11-06  [2018-11-06]. （原始内容存档于2018-11-07） （美国英语）.
36. 1 2  Metcalf, Mitch. . Showbuzz Daily. 2018-11-13  [2018-11-13]. （原始内容存档于2018-11-13） （美国英语）.
37. ↑  Flynn, Fiona. . Entertainment.ie. 2019-10-11  [2019-10-11]. （原始内容存档于2019-11-11） （美国英语）.
38. 1 2  . 2019-03-05  [2019-03-06] （美国英语）.
39. 1 2  . 2019-05-04  [2019-11-10] （美国英语）.
40. 1 2  . 2019-06-08  [2019-11-10] （美国英语）.
41. ↑  . Writers Guild of America West.   [2019-11-10]. （原始内容存档于2019-11-10） （美国英语）.
42. ↑  Andreeva, Nellie. . Deadline Hollywood. 2015-02-11  [2018-04-07]. （原始内容存档于2019-04-27） （美国英语）.
43. ↑  Dibdin, Emma. . The Hollywood Reporter.   [2019-04-17]. （原始内容存档于2019-04-17） （美国英语）.
44. ↑  Andreeva, Nellie. . Deadline Hollywood. 2017-01-13  [2018-04-07]. （原始内容存档于2018-06-12） （美国英语）.
45. ↑  Andreeva, Nellie. . Deadline Hollywood. 2017-04-20  [2018-04-07]. （原始内容存档于2018-03-18） （美国英语）.
46. ↑  Hipes, Patrick. . Deadline Hollywood. 2018-07-26  [2018-07-27]. （原始内容存档于2019-01-18） （美国英语）.
47. ↑  Highfill, Samantha. . Entertainment Weekly. 2018-09-05  [2018-09-05]. （原始内容存档于2019-02-04） （美国英语）.
48. ↑  Maas, Jennifer. . The Wrap. 2018-12-03  [2018-12-30]. （原始内容存档于2018-12-29）.
49. ↑  . Netflix Media Center. 2018-12-03  [2019-05-18]. （原始内容存档于2019-05-18） （美国英语）.
50. ↑  Spiro, Amy. . Variety. 2019-03-12  [2019-03-14]. （原始内容存档于2019-03-30） （美国英语）.
51. ↑  Bentley, Jean. . The Hollywood Reporter. 2018-11-12  [2018-11-12]. （原始内容存档于2018-11-12） （美国英语）.
52. ↑  Turchiano, Danielle. . Variety. 2018-11-12  [2018-11-12]. （原始内容存档于2018-11-12） （美国英语）.
53. ↑  Mylrea, Hannah. . NME. 2019-01-14  [2019-02-11]. （原始内容存档于2019-02-12） （美国英语）.
54. ↑  Andreeva, Nellie; Petski, Denise. . Deadline Hollywood. 2020-01-14  [2020-01-14]. （原始内容存档于2020-01-15） （美国英语）.
55. ↑  Otterson, Joe. . Variety. 2020-01-14  [2020-01-14]. （原始内容存档于2020-01-14） （美国英语）.
56. ↑  Petski, Denise. . Deadline Hollywood. 2017-09-14  [2018-03-07]. （原始内容存档于2018-03-07） （美国英语）.
57. ↑  Highfall, Samantha. . Entertainment Weekly. 2017-11-28  [2018-03-09]. （原始内容存档于2018-03-01） （美国英语）.
58. ↑  BUILD Series, , 2019-10-17  [2019-10-19], （原始内容存档于2020-05-02） （美国英语）
59. ↑  Davids, Brian. . The Hollywood Reporter. 2019-11-02  [2019-11-03]. （原始内容存档于2019-11-03） （美国英语）.
60. ↑  Lail, Elizabeth Dean. . Instagram. 2017-12-19  [2018-05-10] （美国英语）.
61. ↑  Patten, Dominic. . Deadline Hollywood. 2018-07-02  [2018-07-02]. （原始内容存档于2018-07-02） （美国英语）.
62. ↑  Skinner, Tom. . NME. 2019-01-19  [2019-02-11]. （原始内容存档于2019-02-12） （美国英语）.
63. ↑  Gamble, Sera. . Instagram. 2019-06-25  [2019-06-27] （美国英语）.
64. ↑  Taylor, Robin Lord. . Instagram. 2019-07-19  [2019-07-24] （美国英语）.
65. 1 2  . Rotten Tomatoes.   [2020-11-25]. （原始内容存档于2019-01-26） （美国英语）.
66. 1 2  . Metacritic.   [2020-11-25]. （原始内容存档于2019-01-22） （美国英语）.
67. 1 2  . Rotten Tomatoes.   [2020-06-17]. （原始内容存档于2019-12-18） （美国英语）.
68. 1 2  . Metacritic.   [2020-06-17]. （原始内容存档于2019-12-25） （美国英语）.
69. ↑  Lindbergh, Nicole. . Duke Chronicle. 2019-02-12  [2019-02-12]. （原始内容存档于2019-02-12） （美国英语）.
70. ↑  Tharpe, Frazier. . Complex. 2019-01-08  [2019-02-12]. （原始内容存档于2019-02-13） （美国英语）.
71. ↑  . GQ. 2019-01-13  [2019-02-12]. （原始内容存档于2019-04-01） （美国英语）.
72. ↑  Gordon, Naomi. . Cosmopolitan. 2019-01-30  [2019-02-12]. （原始内容存档于2019-02-13） （美国英语）.
73. ↑  Donaldson, Kayleigh. . Pajiba. 2019-01-15  [2019-02-13]. （原始内容存档于2019-02-03） （美国英语）.
74. ↑  Evershed, Megan. . Prospect Magazine. 2019-01-22  [2019-02-14]. （原始内容存档于2019-02-15） （美国英语）.
75. ↑  Fraser, Emma. . Syfy Wire. 2019-04-09  [2019-04-10]. （原始内容存档于2019-04-10） （美国英语）.
76. ↑  Dietz, Jason. . Metacritic. 2018-12-04  [2018-12-21]. （原始内容存档于2018-12-23） （美国英语）.
77. ↑  Porter, Rick. . The Hollywood Reporter. 2019-01-17  [2019-01-18]. （原始内容存档于2019-01-18） （美国英语）.
78. ↑  Pucci, Douglas. . Programming Insider. 2018-09-14  [2018-09-14]. （原始内容存档于2018-09-16） （美国英语）.
79. ↑  Pucci, Douglas. . Programming Insider. 2018-09-21  [2018-09-21]. （原始内容存档于2018-09-22） （美国英语）.
80. ↑  Pucci, Douglas. . Programming Insider. 2018-09-28  [2018-09-28]. （原始内容存档于2018-09-29） （美国英语）.
81. ↑  Pucci, Douglas. . Programming Insider. 2018-10-05  [2018-10-05]. （原始内容存档于2018-10-07） （美国英语）.
82. ↑  Pucci, Douglas. . Programming Insider. 2018-10-12  [2018-10-12]. （原始内容存档于2019-03-31） （美国英语）.
83. ↑  Pucci, Douglas. . Programming Insider. 2018-10-19  [2018-10-19]. （原始内容存档于2019-03-31） （美国英语）.
84. ↑  Pucci, Douglas. . Programming Insider. 2018-10-29  [2018-12-22]. （原始内容存档于2019-03-31） （美国英语）.
85. ↑  Pucci, Douglas. . Programming Insider. 2018-11-02  [2018-12-22]. （原始内容存档于2020-11-15） （美国英语）.
86. ↑  Pucci, Douglas. . Programming Insider. 2018-11-10  [2018-12-22]. （原始内容存档于2018-11-11） （美国英语）.
87. ↑  Pucci, Douglas. . Programming Insider. 2018-11-16  [2018-12-22]. （原始内容存档于2018-11-18） （美国英语）.
88. ↑  Mancuso, Vinnie. . Collider. 2019-07-16  [2019-07-17]. （原始内容存档于2019-07-16） （美国英语）.
89. ↑  Highfill, Samantha. . Entertainment Weekly. 2018-04-10  [2018-05-06]. （原始内容存档于2018-05-06） （美国英语）.
90. ↑  BUILD Series, , 2018-09-05  [2019-02-11], （原始内容存档于2019-04-21） （美国英语）
91. ↑  . The Hollywood Reporter.   [2019-02-11]. （原始内容存档于2018-09-07） （美国英语）.
92. ↑  Crucchiola, Jordan. . Vulture. 2019-12-05  [2019-12-06]. （原始内容存档于2019-12-05） （美国英语）.
93. ↑  Shaffer, Claire. . Rollingstone. 2019-12-16  [2019-12-16]. （原始内容存档于2019-12-16） （美国英语）.
94. ↑  Highfill, Samantha. . Entertainment Weekly. 2018-03-15  [2018-04-07]. （原始内容存档于2019-04-04） （美国英语）.
95. ↑  Andreeva, Nellie. . Deadline Hollywood. 2018-05-09  [2018-05-09]. （原始内容存档于2018-05-09） （美国英语）.
96. ↑  Lesley, Golberg. . The Hollywood Reporter. 2018-12-03  [2018-12-03]. （原始内容存档于2018-12-03） （美国英语）.
97. ↑  Andreeva, Nellie. . Deadline Hollywood. 2018-12-03  [2018-12-30]. （原始内容存档于2018-12-08） （美国英语）.
98. ↑  . Pop Buzz.   [2018-11-14]. （原始内容存档于2018-11-14） （美国英语）.
99. ↑  Adalian, Josef. . Vulture. 2019-01-17  [2019-02-20]. （原始内容存档于2019-02-20） （美国英语）.
100. ↑  Yahr, Emily. . The Chicago Tribune. 2019-01-18  [2019-02-20]. （原始内容存档于2019-02-20） （美国英语）.
101. ↑  Paige, Rachel. . Forbes. 2019-01-18  [2019-02-20]. （原始内容存档于2019-02-20） （美国英语）.
102. ↑  Pedersen, Erik. . Deadline Hollywood. 2019-11-11  [2019-11-11]. （原始内容存档于2019-11-11） （美国英语）.
103. ↑  .   [2020-05-23] –Amazon （美国英语）.
104. ↑  .   [2020-12-28] –Amazon （美国英语）.

## 外部連結
- 官方网站
- 在Netflix上觀看《安眠書店》
- 互联网电影数据库（IMDb）上《安眠書店》的资料（英文）
- 豆瓣电影上《安眠書店》的資料 （简体中文）